# Wiktor Michailowitsch Wasnezow

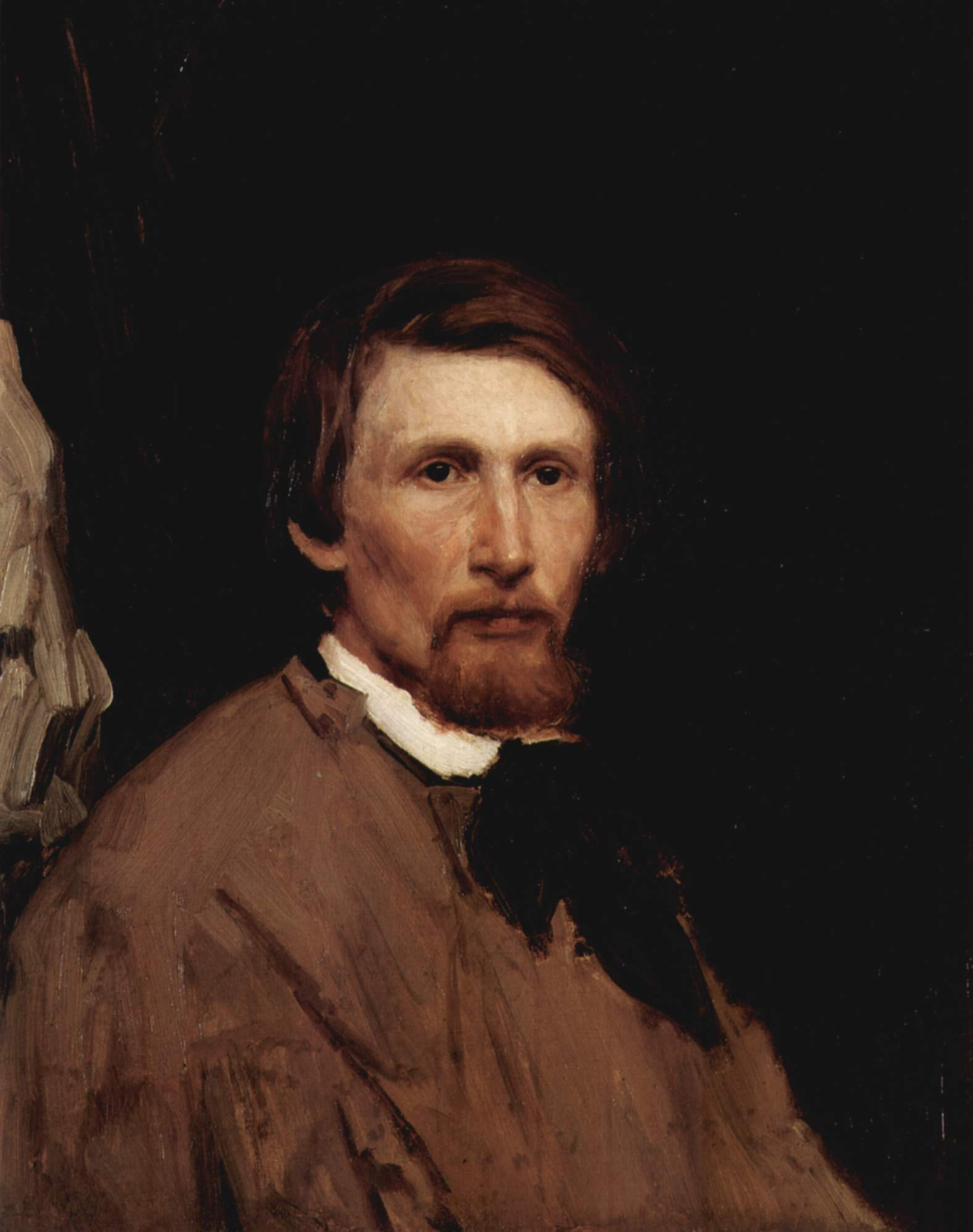
Selbstporträt, Öl auf Leinwand, 1873

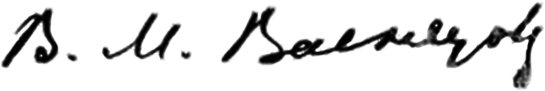
Unterschrift von Wiktor Wasnezow

Wiktor Michailowitsch Wasnezow (russisch Виктор Михайлович Васнецов, wiss. Transliteration Viktor Michajlovič Vasnecov; * 3. Maijul. / 15. Mai 1848greg. im Gouvernement Wjatka; † 23. Juli 1926 in Moskau) war ein russischer Maler. Er wurde vor allem bekannt als Maler mythologischer und historischer Themen. Sein jüngerer Bruder Apollinari Michailowitsch Wasnezow war ebenfalls Maler.

## Leben

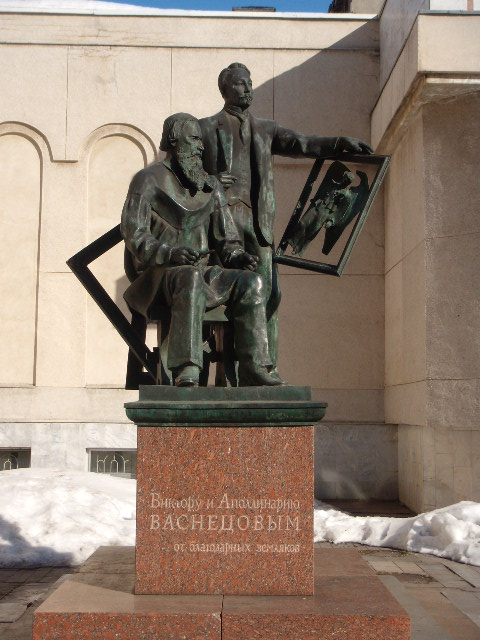
Denkmal der Brüder Wasnezow (J. G. Orechow, 1992), Kirow

Geboren als Sohn eines Landpfarrers und Enkel eines Ikonenmalers genoss er eine gute Ausbildung. Frühzeitig interessierte er sich für Naturwissenschaften, Astronomie und Malerei. Schon in seiner Jugend arbeitete er für einen Ikonenhändler seines Heimatortes. Nebenher besuchte er einen Kurs für Malerei. Nach dessen Abschluss entschloss er sich, nach Sankt Petersburg zu gehen, um dort Kunst zu studieren.
1867 trat er in die Petersburger Kunstakademie ein. Einige Jahre später entstand die Bewegung der Peredwischniki, deren Mitglieder gegen die dort herrschenden und indoktrinierten Lehrmethoden aufbegehrten. Wasnezow freundete sich mit dem Führer der Peredwischniki, Iwan Nikolajewitsch Kramskoi sowie mit Ilja Repin, einem weiteren Mitglied dieser Bewegung an.
Für sein Gemälde mit dem Titel Vor den Menschen, einem Bild über die Zusammenkunft zwischen Jesus und Pontius Pilatus, erhielt er eine Silbermedaille der Akademie.

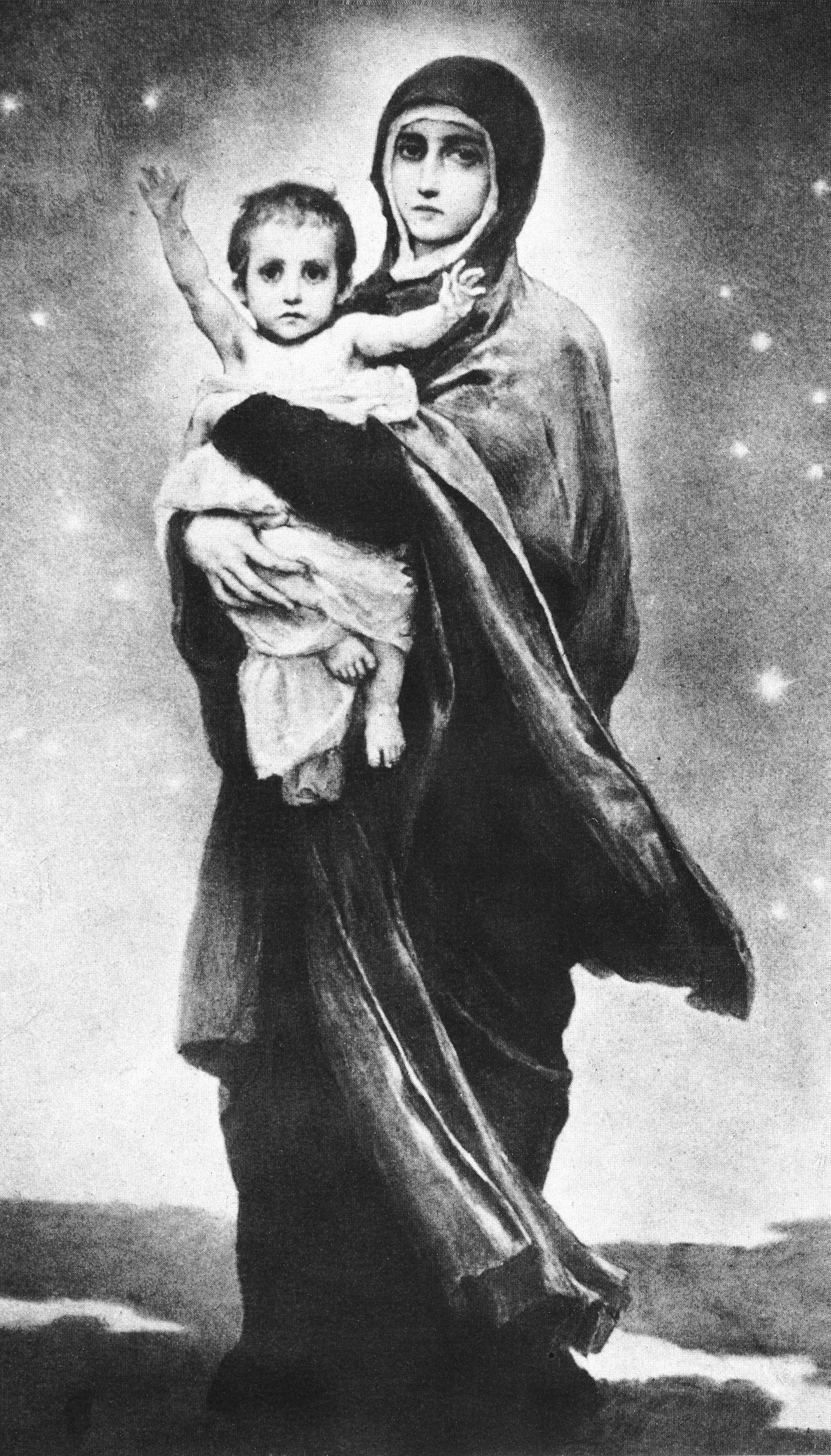
Die Jungfrau und das Kind, 1887

In den 1870er Jahren schuf er vor allem Stiche, die das zeitgenössische Leben in Russland darstellten. Zwei dieser Arbeiten – der Landbuchhändler aus dem Jahr 1870 sowie das Bild Junge mit einer Flasche Wodka aus dem Jahr 1872 – erhielten eine Bronzemedaille bei der Londoner Weltausstellung 1874. In dieser Zeit begann er mit der Genremalerei in Öl. Hier entstanden seine Gemälde Die Landsänger (1873) sowie Der Umzug aus dem Jahr 1876, die in den demokratisch gesinnten Kreisen der russischen Gesellschaft große Beachtung fanden.
1876 folgte Wasnezow einer Einladung Repins nach Paris. Hier lernte er klassische und zeitgenössische Malerei sowie verschiedene Stilarten kennen. In dieser Zeit entstand sein Bild Akrobaten; darüber hinaus stellte er einige seiner Arbeiten im Pariser Salon aus.
Wasnezow gilt als eine der Schlüsselfiguren der Renaissancebewegung in der russischen Kunstszene. 1877 kehrte er nach Moskau zurück. In der Folgezeit konzentrierte er sein Wirken auf die Illustrationen russischer Märchen; diese Anregung hatte er aus seinem Aufenthalt in Frankreich mitgebracht. Diese sollten seine bekanntesten Werke werden, wurden aber zu seinen Lebzeiten nicht gewürdigt. Vielfach wurde kritisiert, dass seine Werke den Zielen der Peredwischniki zuwiderlaufen würden. Selbst ein so prominenter Kenner der Werke der Peredwischniki wie Pawel Michailowitsch Tretjakow weigerte sich, seine Werke zu erwerben und auszustellen. In den Folgejahren änderte sich jedoch die öffentliche Meinung.
In der Zeit von 1884 bis 1889 wurde Wasnezow mit der Herstellung der Fresken in der Wladimirkathedrale in Kiew beauftragt. Während dieser Zeit schloss er Freundschaft mit dem Maler Michail Alexandrowitsch Wrubel, der mit ihm an diesem Auftragswerk arbeitete, und wurde in dieser Periode dessen Lehrmeister. Später fertigte er das Monumentalgemälde Das Jüngste Gericht für die Georgskathedrale in Gus-Chrustalny an.
1885 reiste Wasnezow nach Italien. Hier arbeitete er an Bühnendekorationen für die Oper Die Schneejungfrau von Rimski-Korsakow.
In den Folgejahren war Wasnezow weiter als Maler tätig; seine späteren Werke erlangten jedoch nicht mehr die Aufmerksamkeit wie in der Vergangenheit. Um die Jahrhundertwende verfeinerte er seinen Stil der Russischen Renaissance Architektur. So entwarf er 1882 eine Kirche in Abramzewo; unterstützt von Wassili Dmitrijewitsch Polenow. Weiterhin zeichnete er für den Entwurf des Pavillons von Russland für die Weltausstellung in Paris 1898 verantwortlich.
Nach der Oktoberrevolution setzte sich Wasnezow dafür ein, dass einige der Gemälde mit religiösem Hintergrund (beispielsweise die des Malers Alexander Iwanow) aus den Kirchen in die Tretjakow-Galerie in Moskau verbracht wurden.

## Nachleben
Sein 1894 von ihm in einem „idealen russischen Stil“ entworfenes Wohnhaus in der Wasnezow-Gasse (ehemalige 3. Troizki-Gasse) in Moskau dient heute als Gedenkstätte. In der im oberen Gebäudeteil eingerichteten Werkstatt vollendete er eines seiner berühmtesten Gemälde, „Die Drei Recken“, und schuf weitere, u. a. „Zar Iwan der Schreckliche“ sowie das siebenteilige „Poem der sieben Märchen“, das heute – neben einer Sammlung russischer Trachten – dort ausgestellt ist.
Der Asteroid (3586) Vasnetsov wurde nach ihm und seinem Bruder benannt.

## Werke (Auswahl)

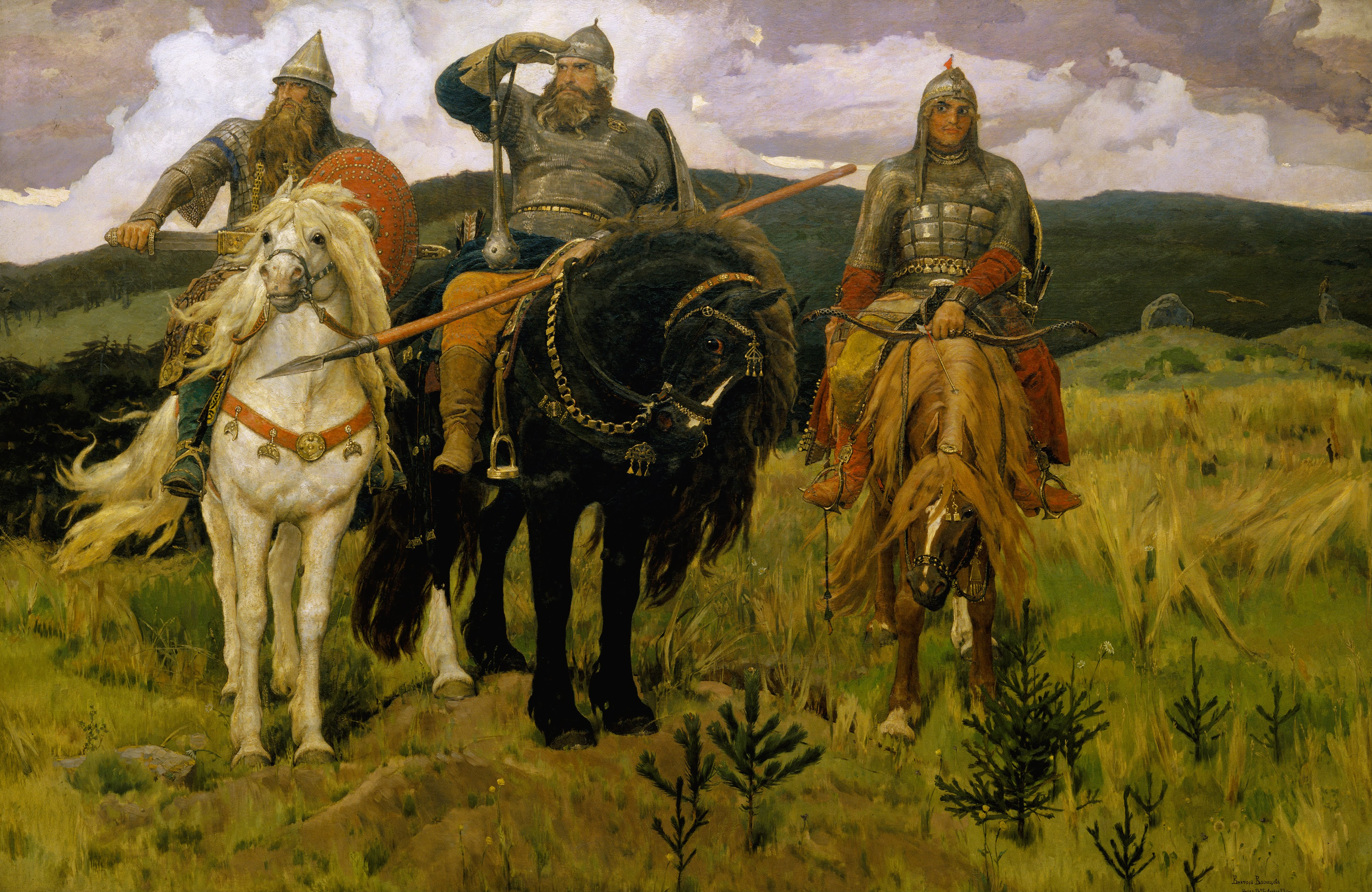
Die drei Recken (Bogatyr), Öl auf Leinwand, 1898

### Bilder
- Archip Kuindschi (Портрет художника А. И. Куинджи) (1869)
- Der Umzug (С квартиры на квартиру) (1876)
- Possentreiber in Paris (Балаганы в Париже) (1877)
- Kriegstelegramm (Военная телеграмма) (1878)
- Aljonuschka (Алёнушка) (1881)
- Der Recke am Scheideweg (Витязь на распутье) (1882)
- Porträt der Tatjana A. Mamontowa (Портрет Татьяны Анатольевны Мамонтовой) (1884)
- Die Apokalyptischen Reiter (Воины Апокалипсиса) (1887)
- Zar Iwan der Schreckliche (Царь Иван Васильевич Грозный) (1897)
- Snegurotschka (Снегурочка) (1899)
- Das Jüngste Gericht (1904)
- Ilja Muromez (1914)
- Monumentalgemälde Das Jüngste Gericht in der Georgskathedrale, Gus-Chrustalny

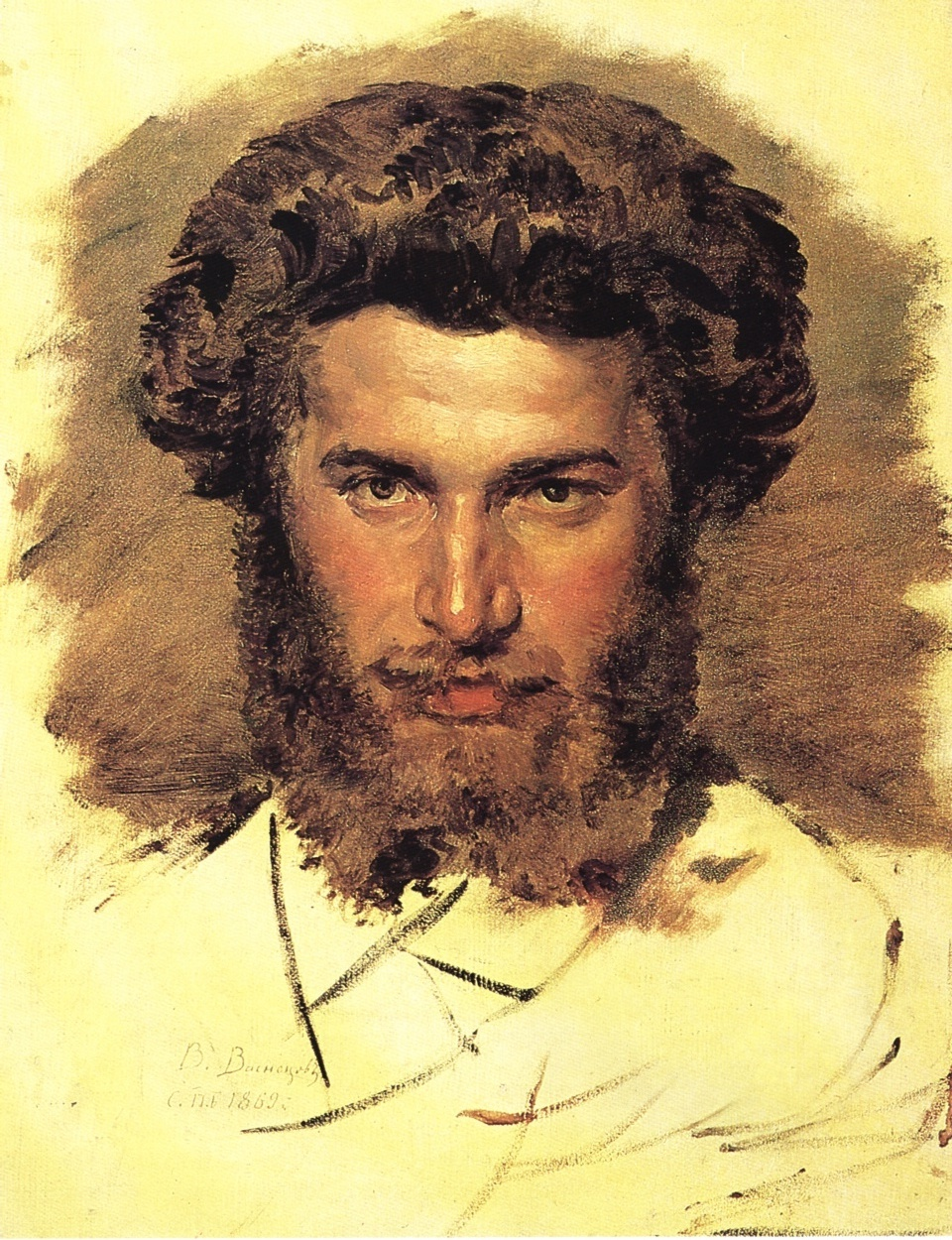
Archip Kuindschi, 1869
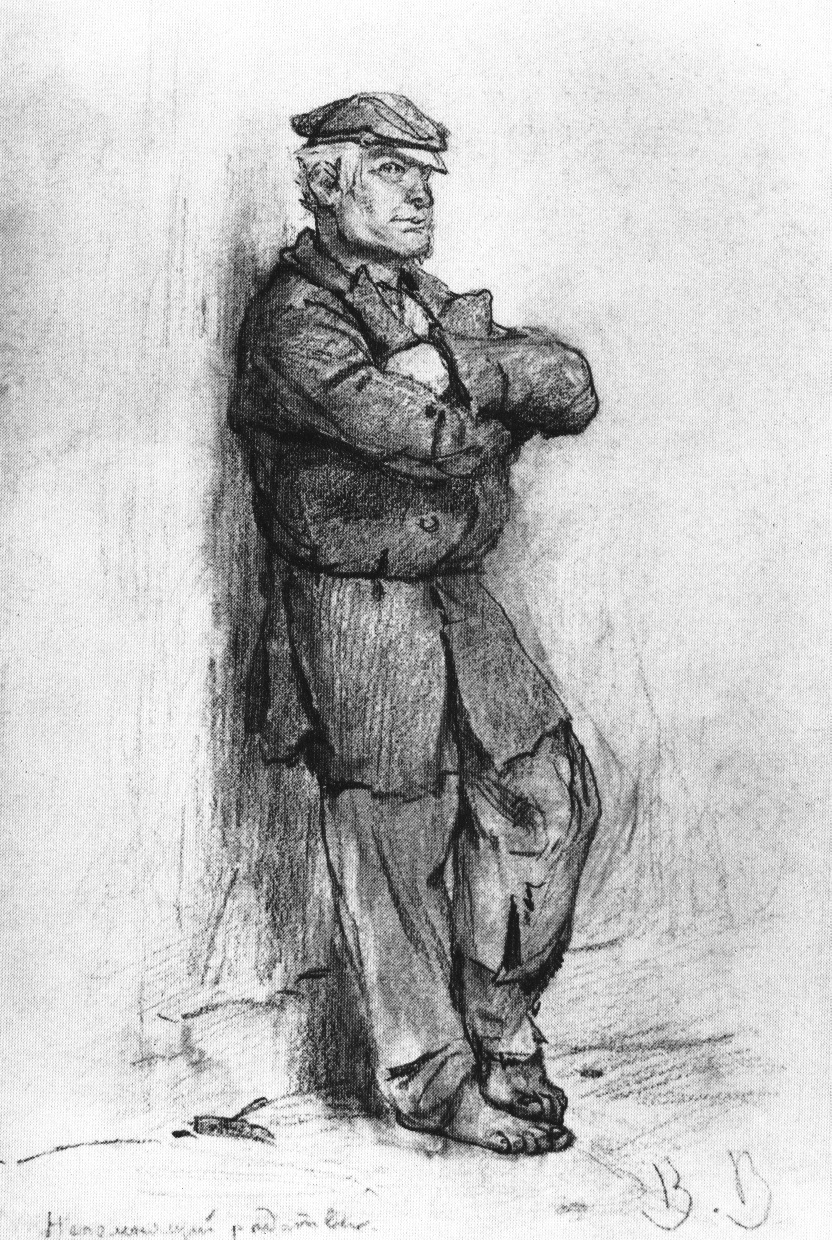
Without Kith or Kin (Непомнящий родства), 1871
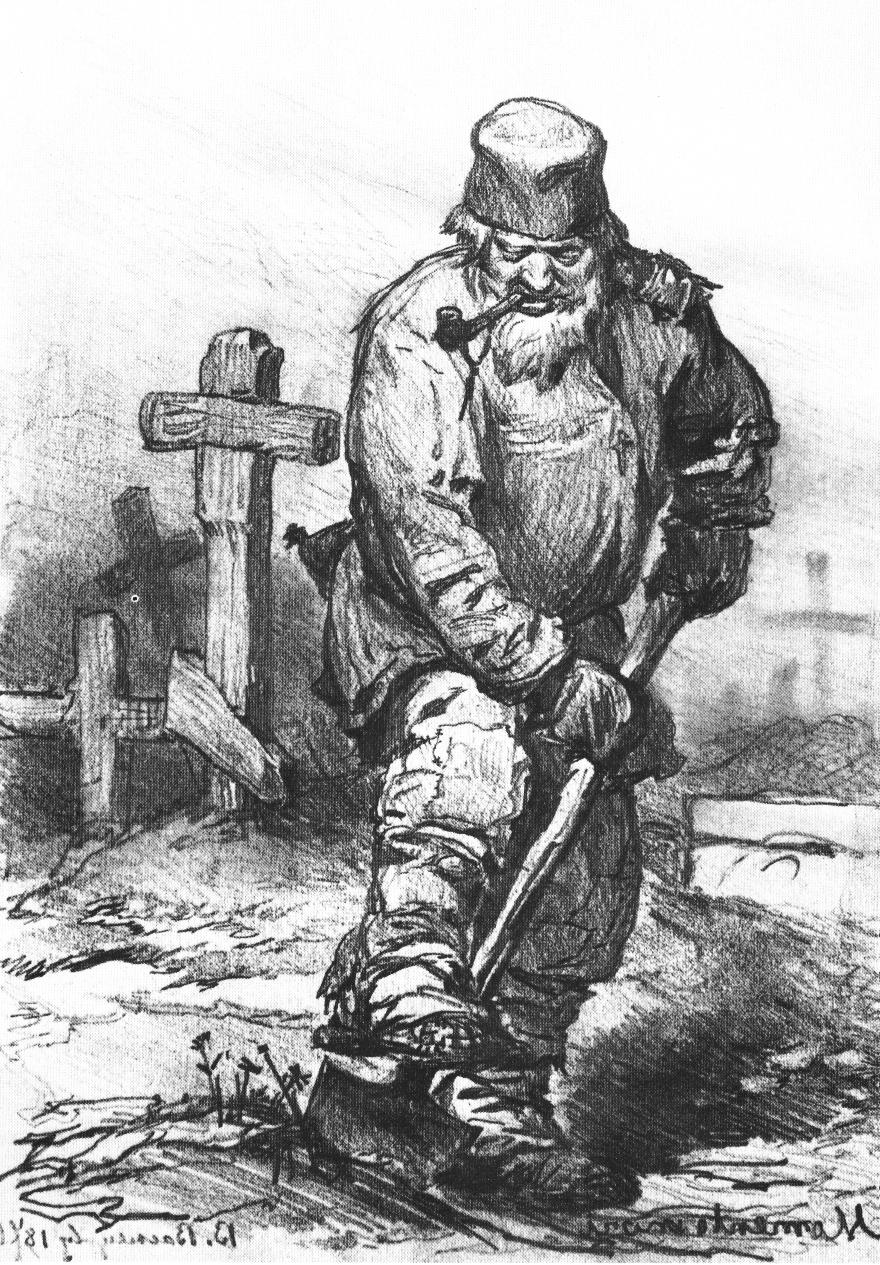
Der Totengräber (Могильщик), 1871
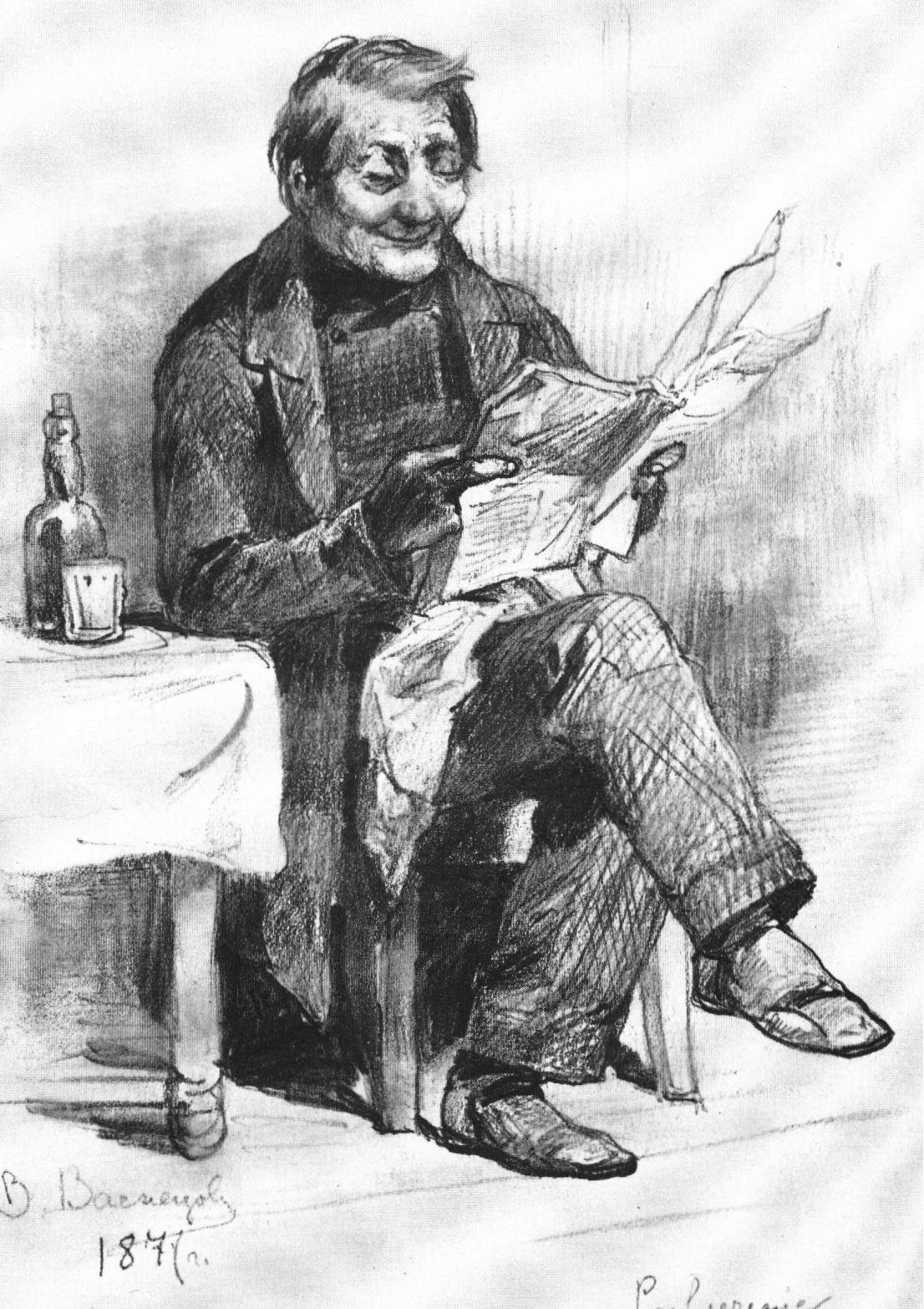
Amusement
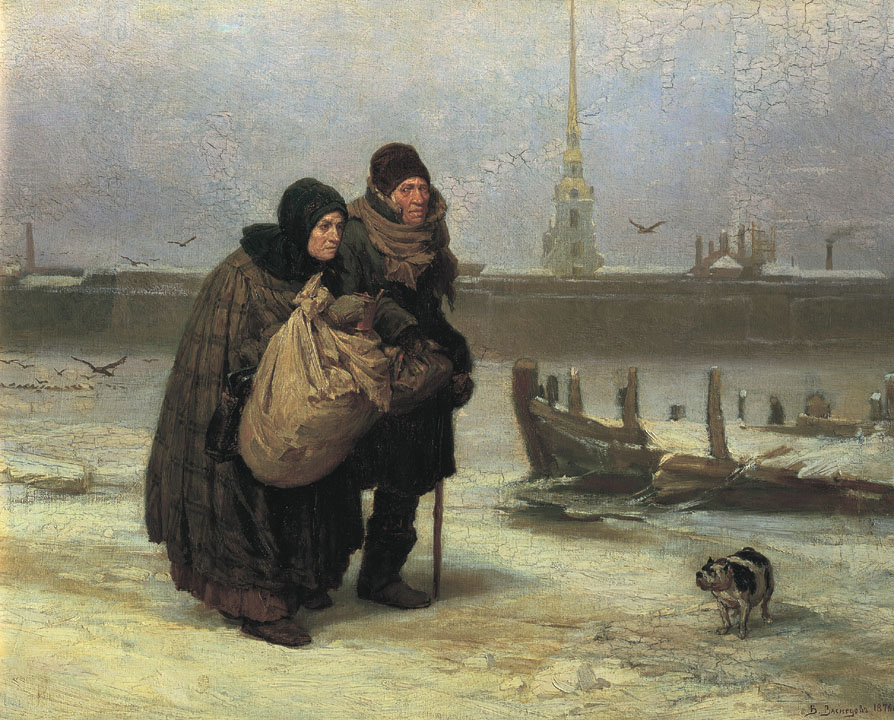
Der Umzug, 1876
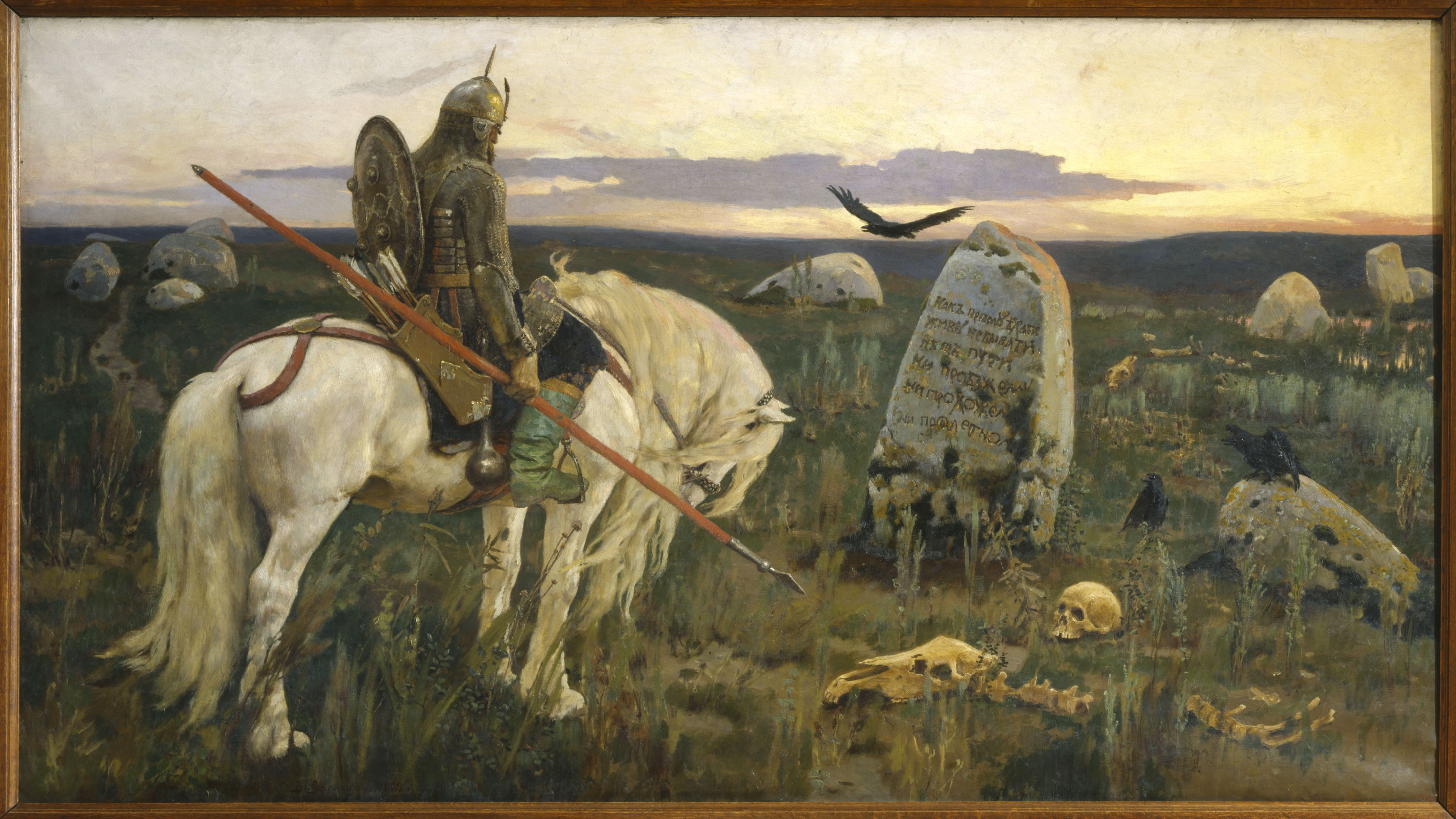
Der Recke am Scheideweg (Витязь на распутье), 1878
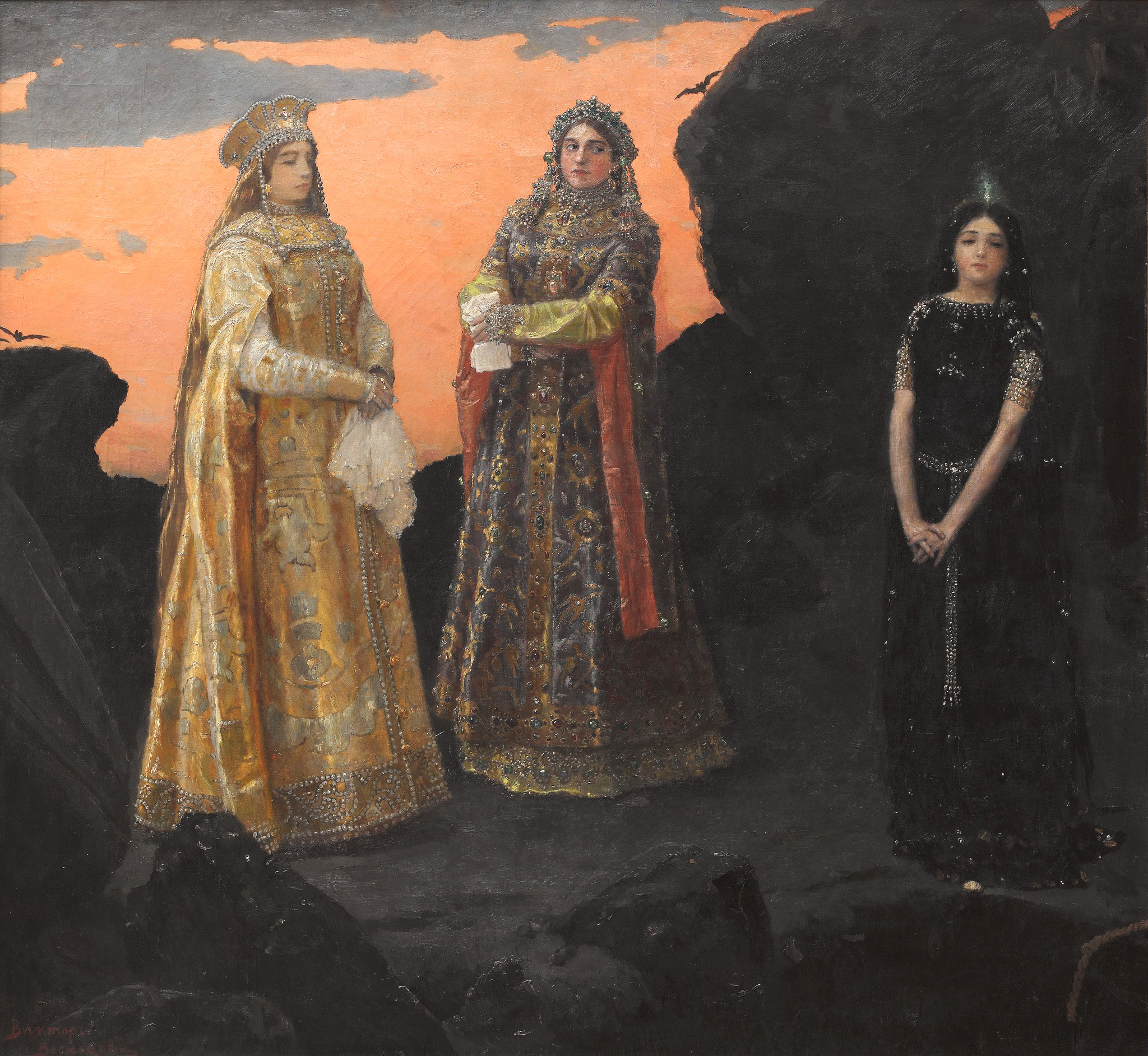
Drei Königinnen des unterirdischen Königreichs 1879
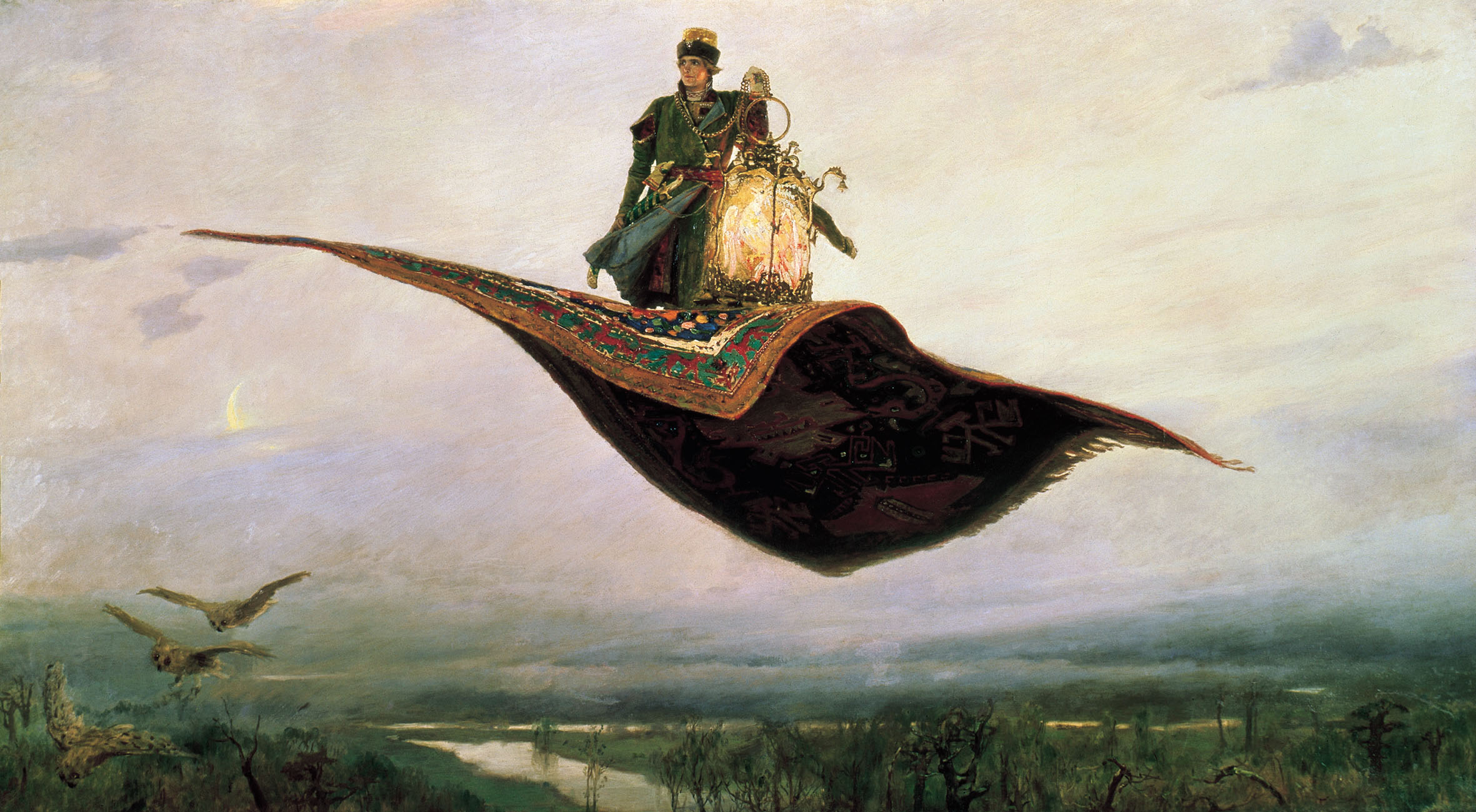
Fliegender Teppich, 1880
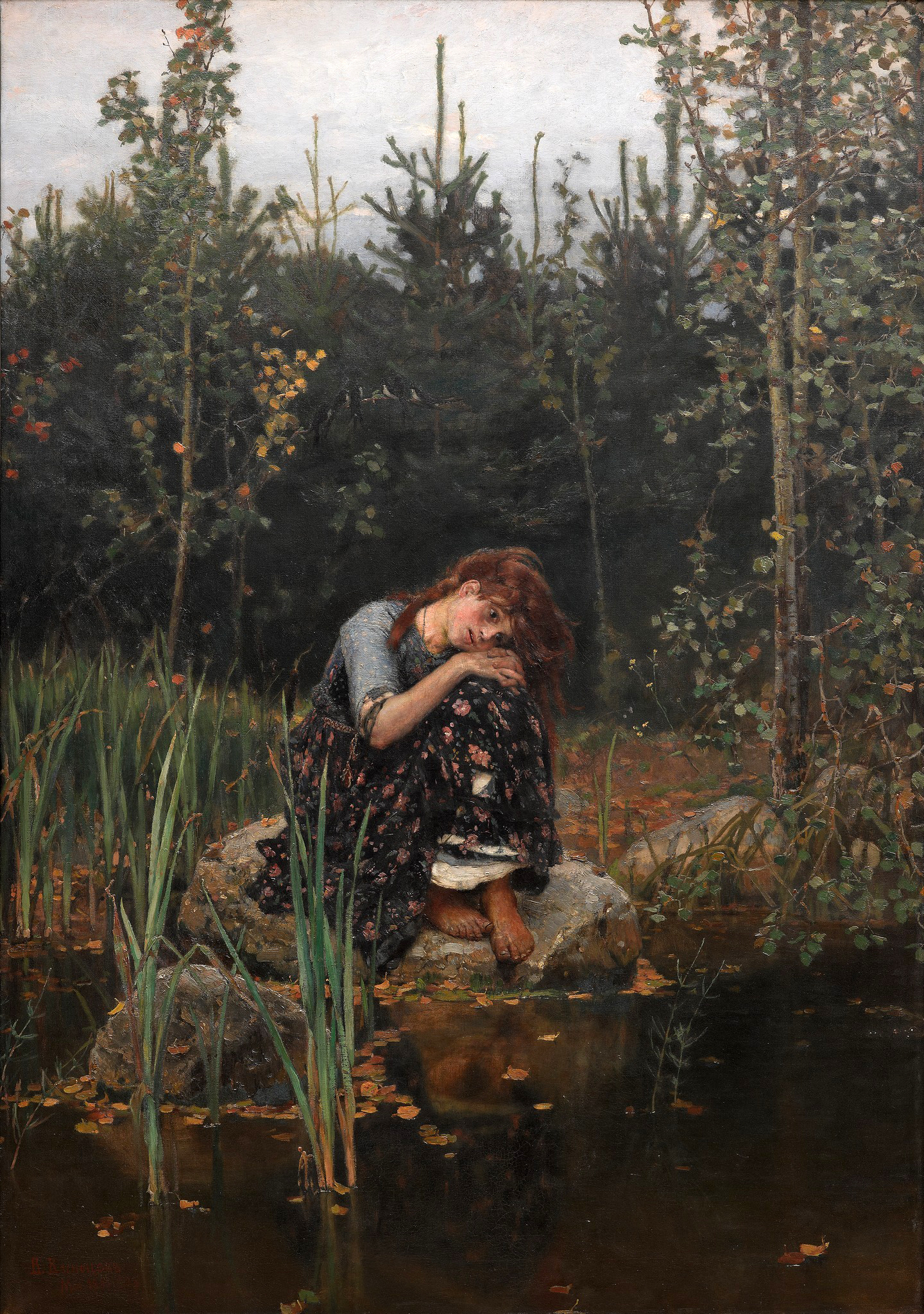
Aljonuschka, 1881
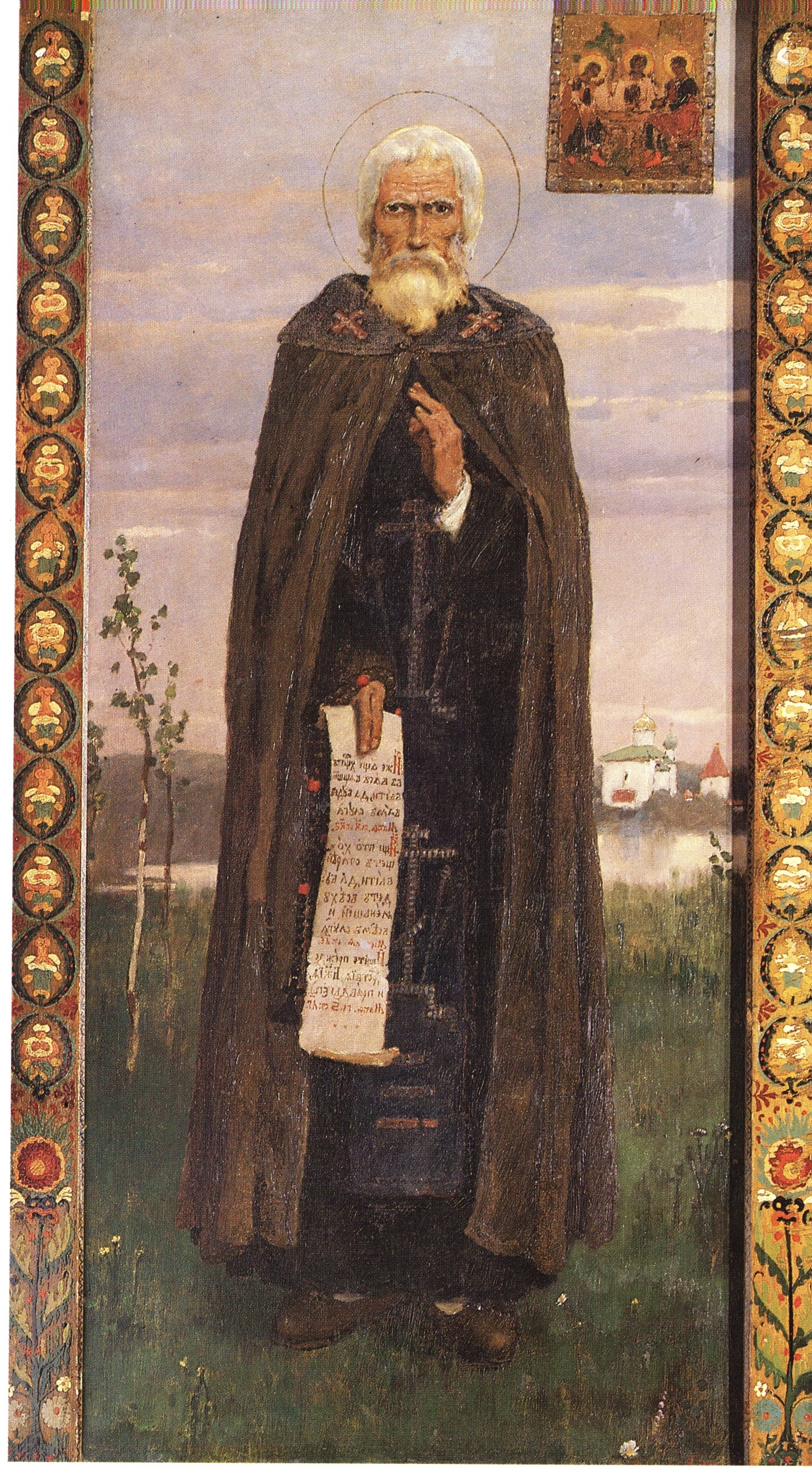
Sergius von Radonesch, 1882
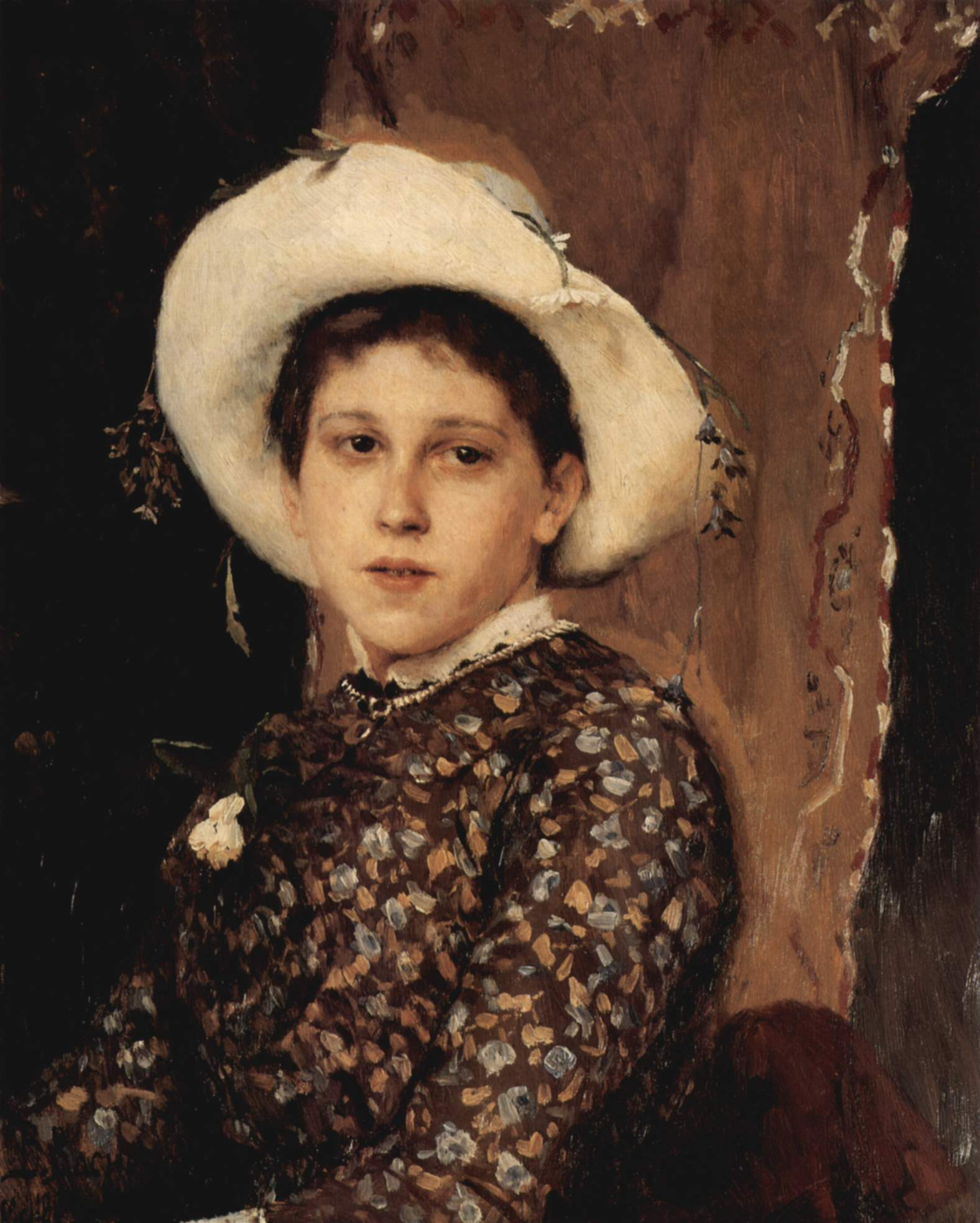
Tatiana Mamontova, 1884
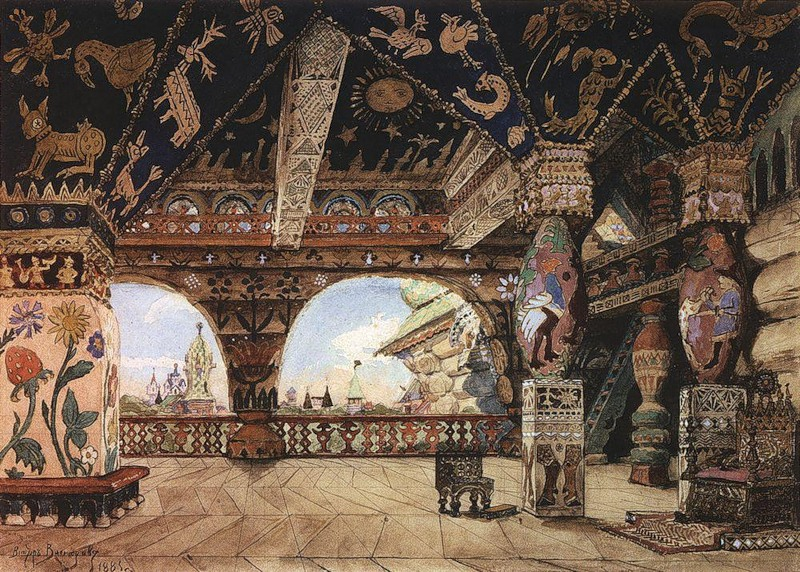
Der Palast des Zaren von Berendei. Bühnenbild für Rimski-Korsakows Oper Sneguročka, 1885
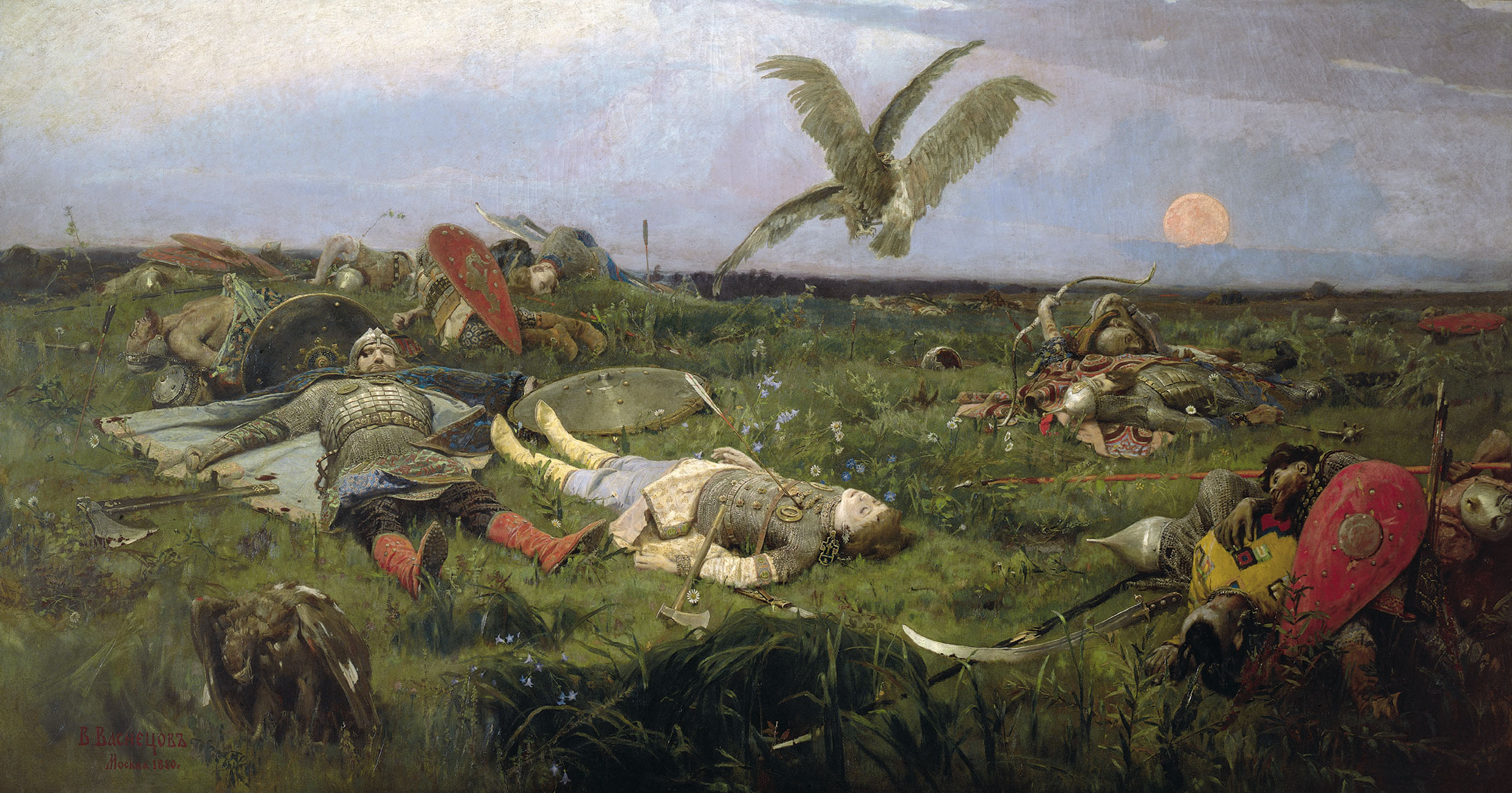
Fürst Igor Svyatoslavichs Niederlage gegen die Kyptschaken, 1889
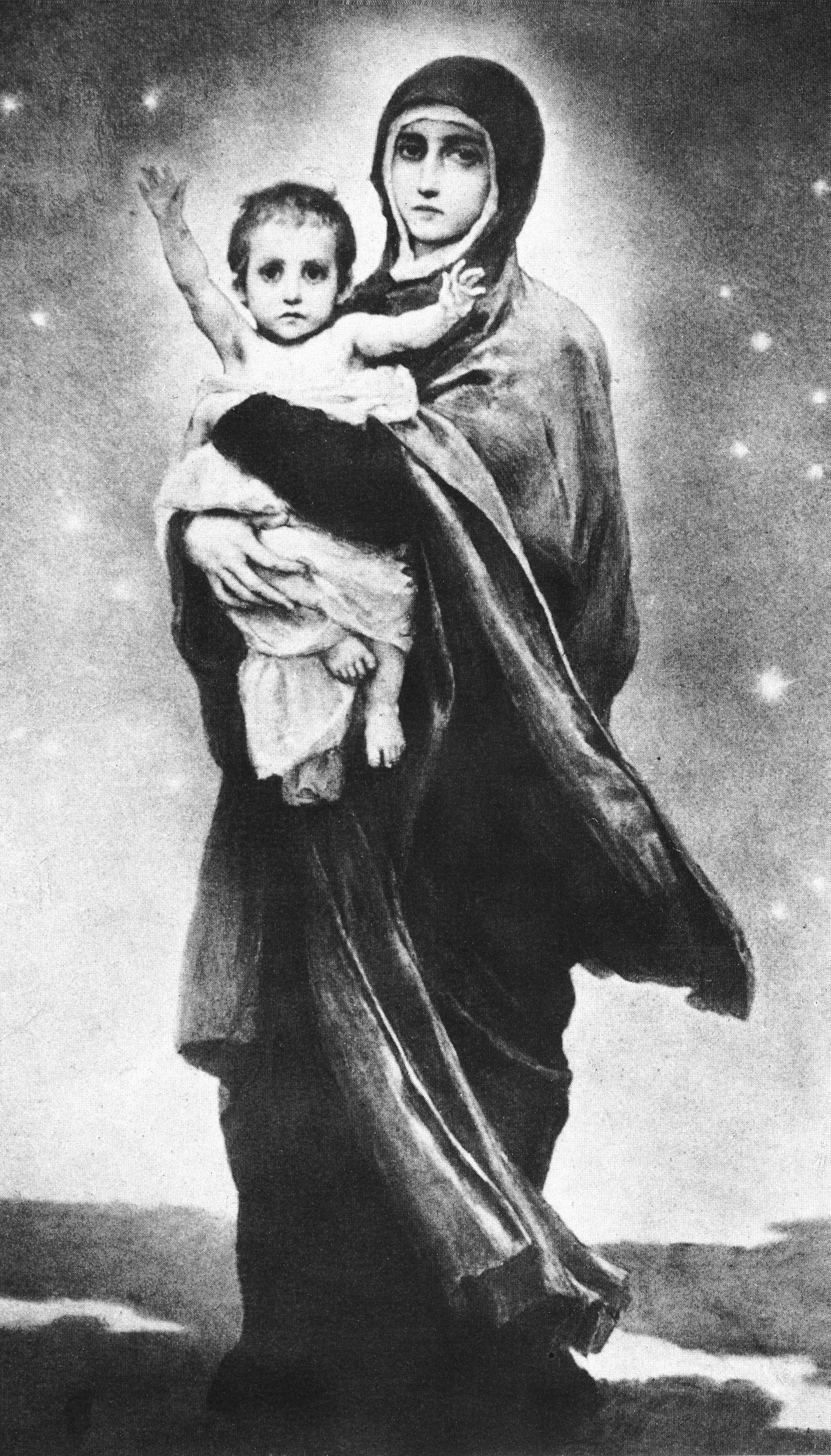
Die Jungfrau und das Kind, 1887
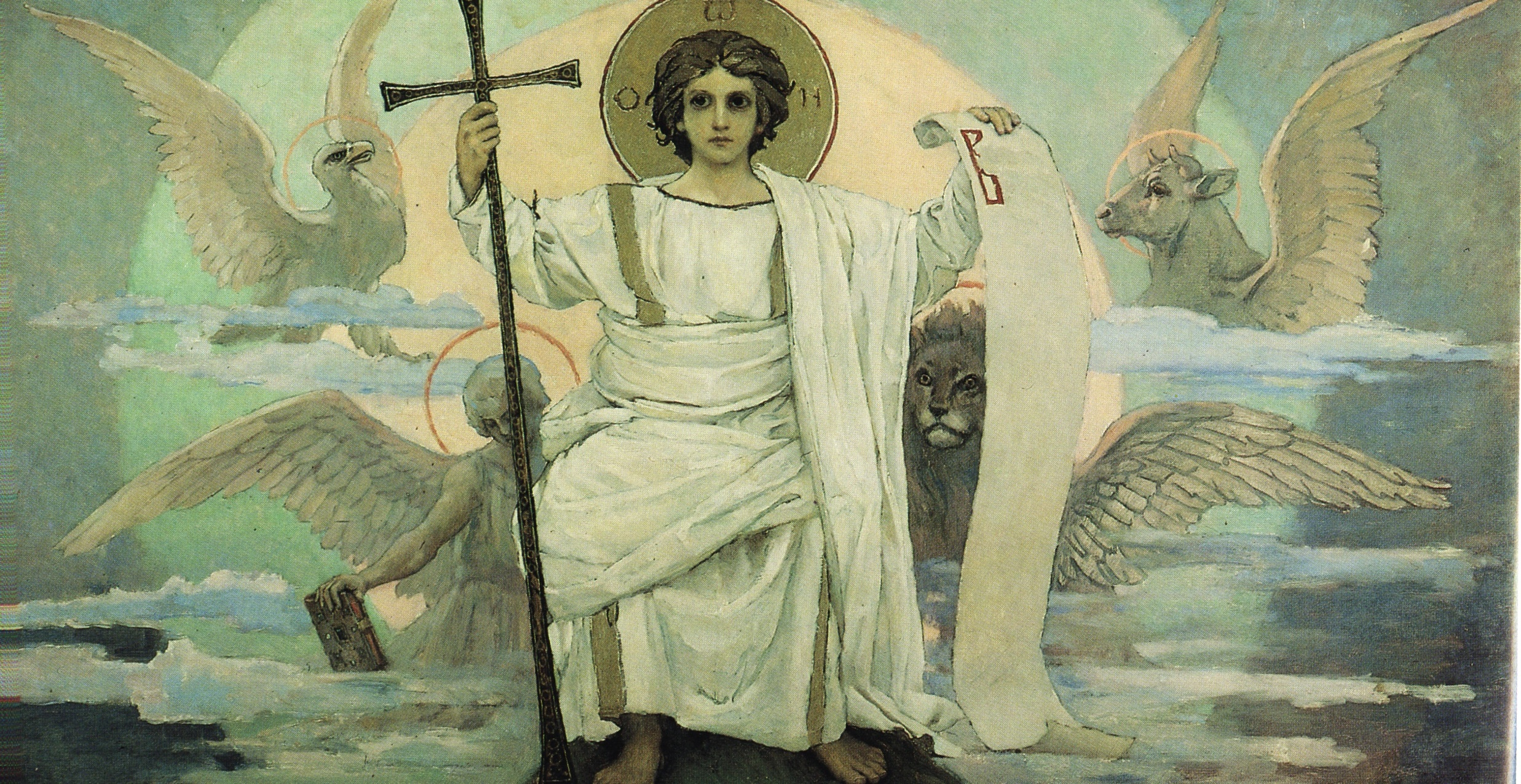
Sein einziger eingeborener Sohn und das Wort Gottes, 1885–1896
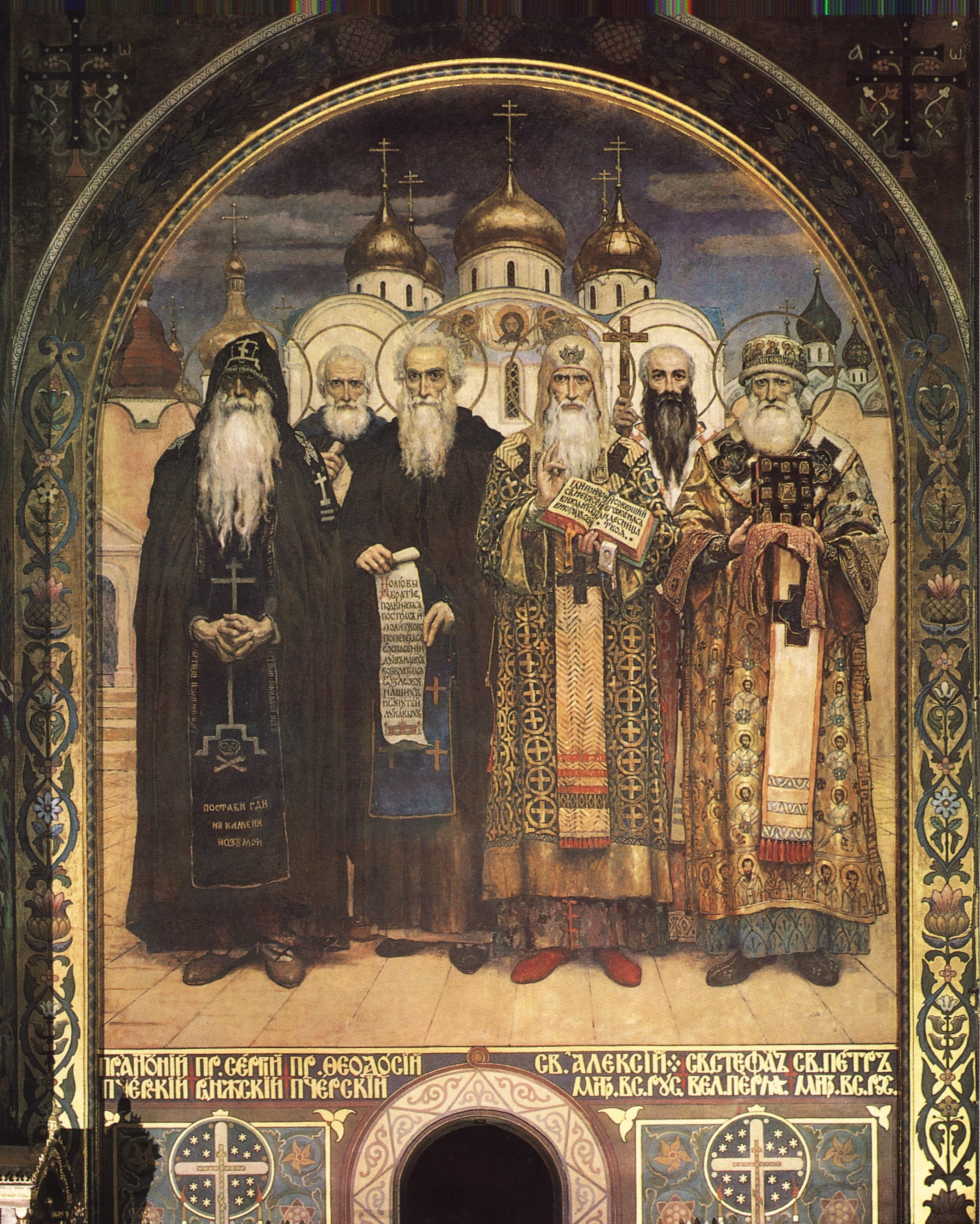
Russische Bischöfe (Fresko der St. Volodymyr Kathedrale)
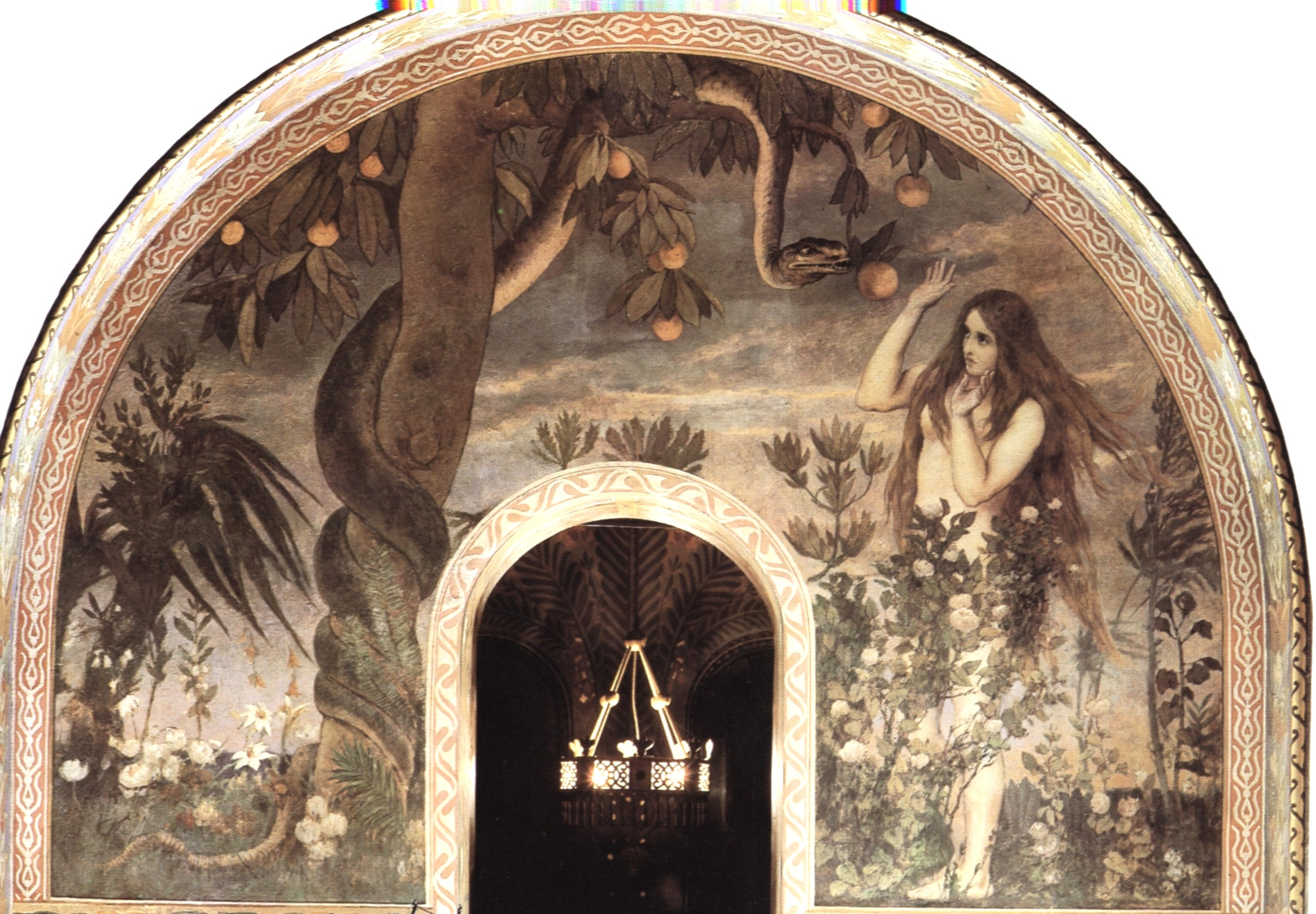
Die Versuchung, 1885–1896. (Fresko der St. Volodymyr Kathedrale)
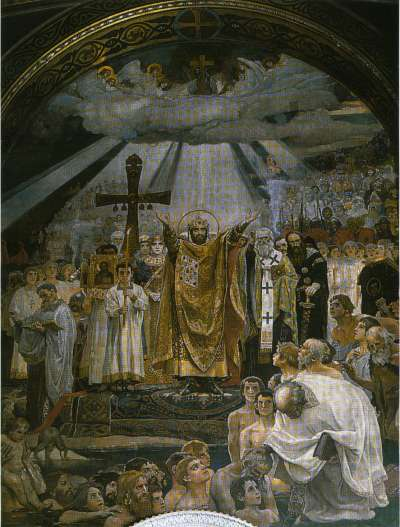
Die Taufe Russlands. (St. Volodymyr Kathedrale)
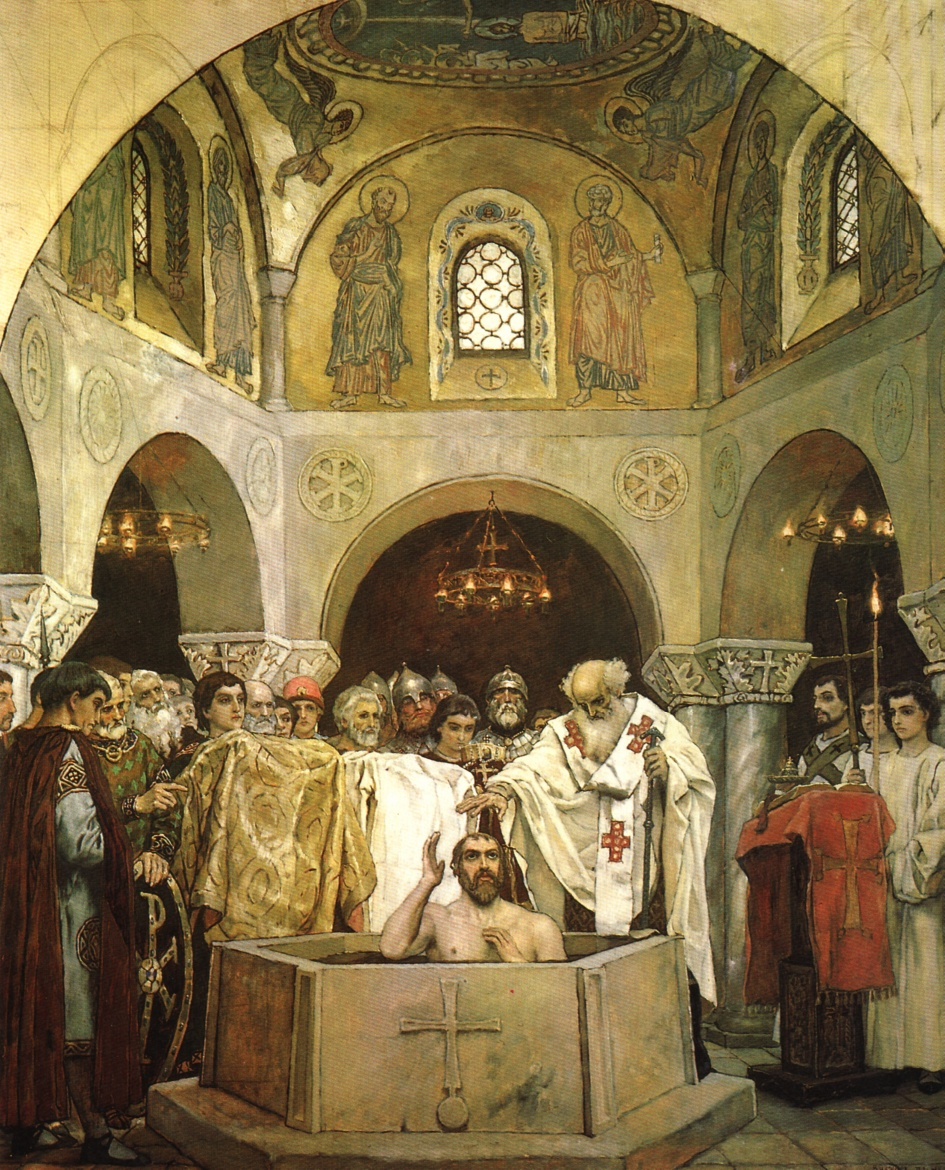
Die Taufe Wladimir des Heiligen, 1890
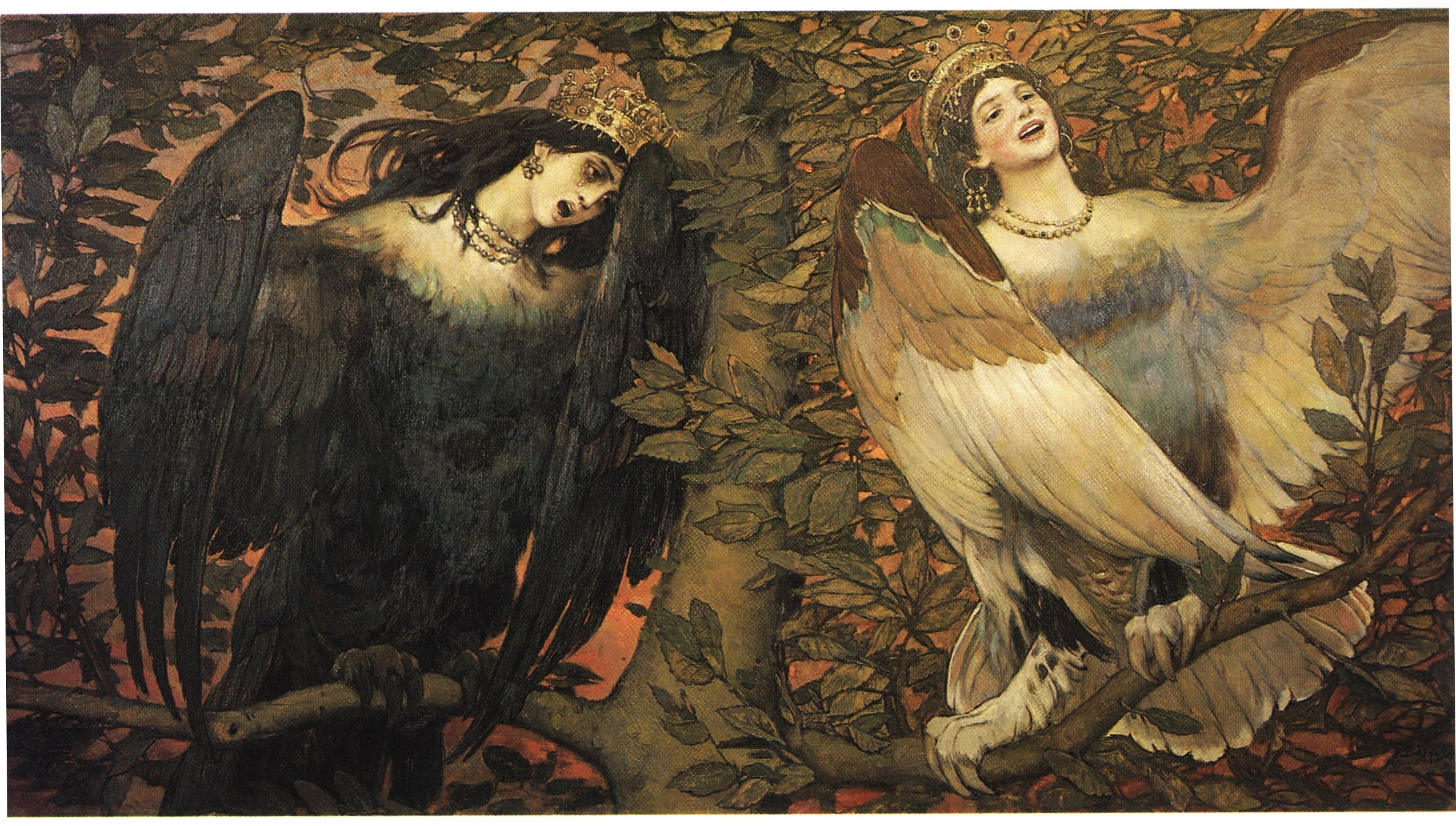
Sirin und Alkonost: Vögel der Freude und Sorge, 1896
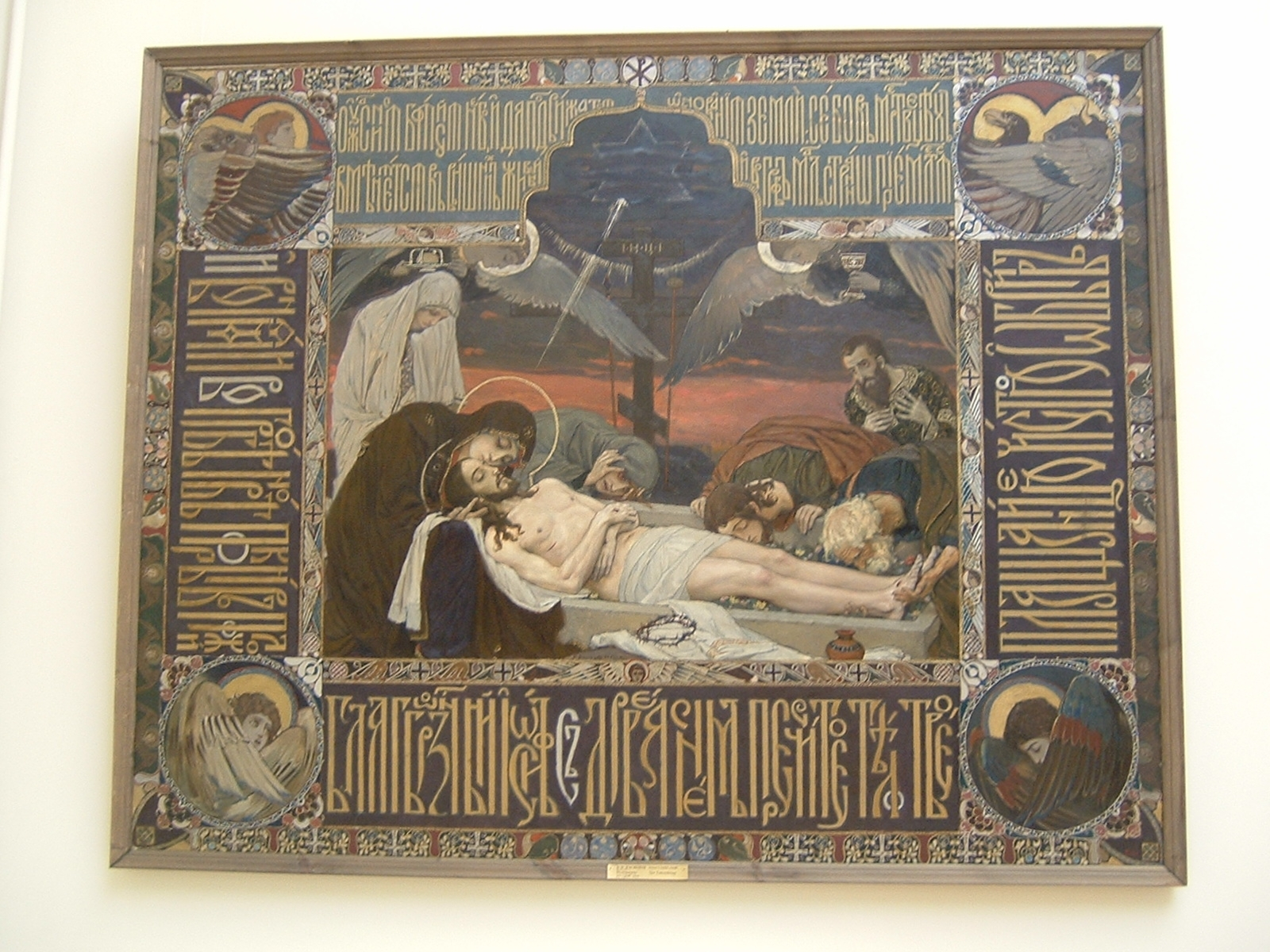
Bestattung, 1896
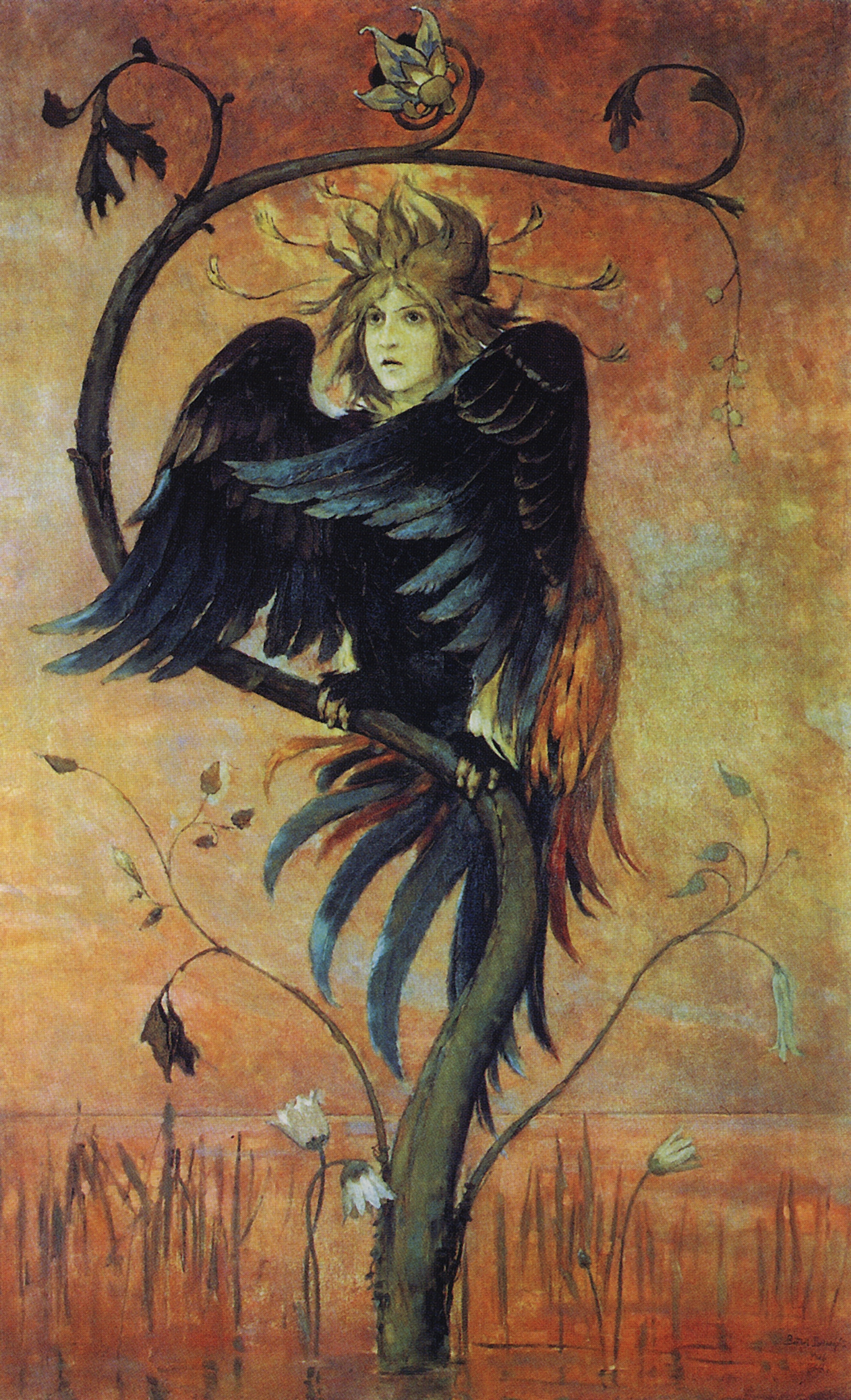
Gamajun, der prophetische Vogel, 1897
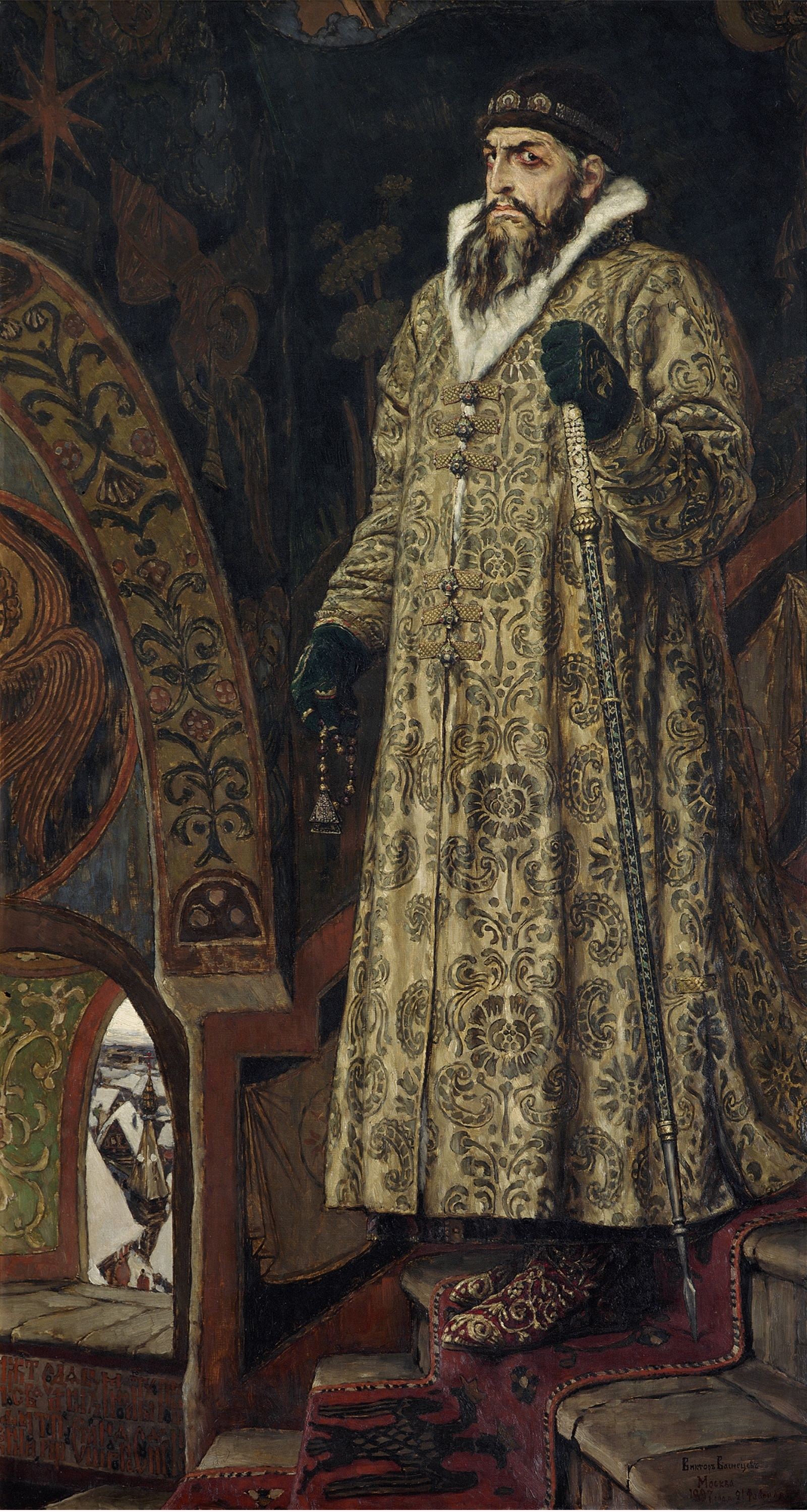
Zar Ivan der Schreckliche, 1897
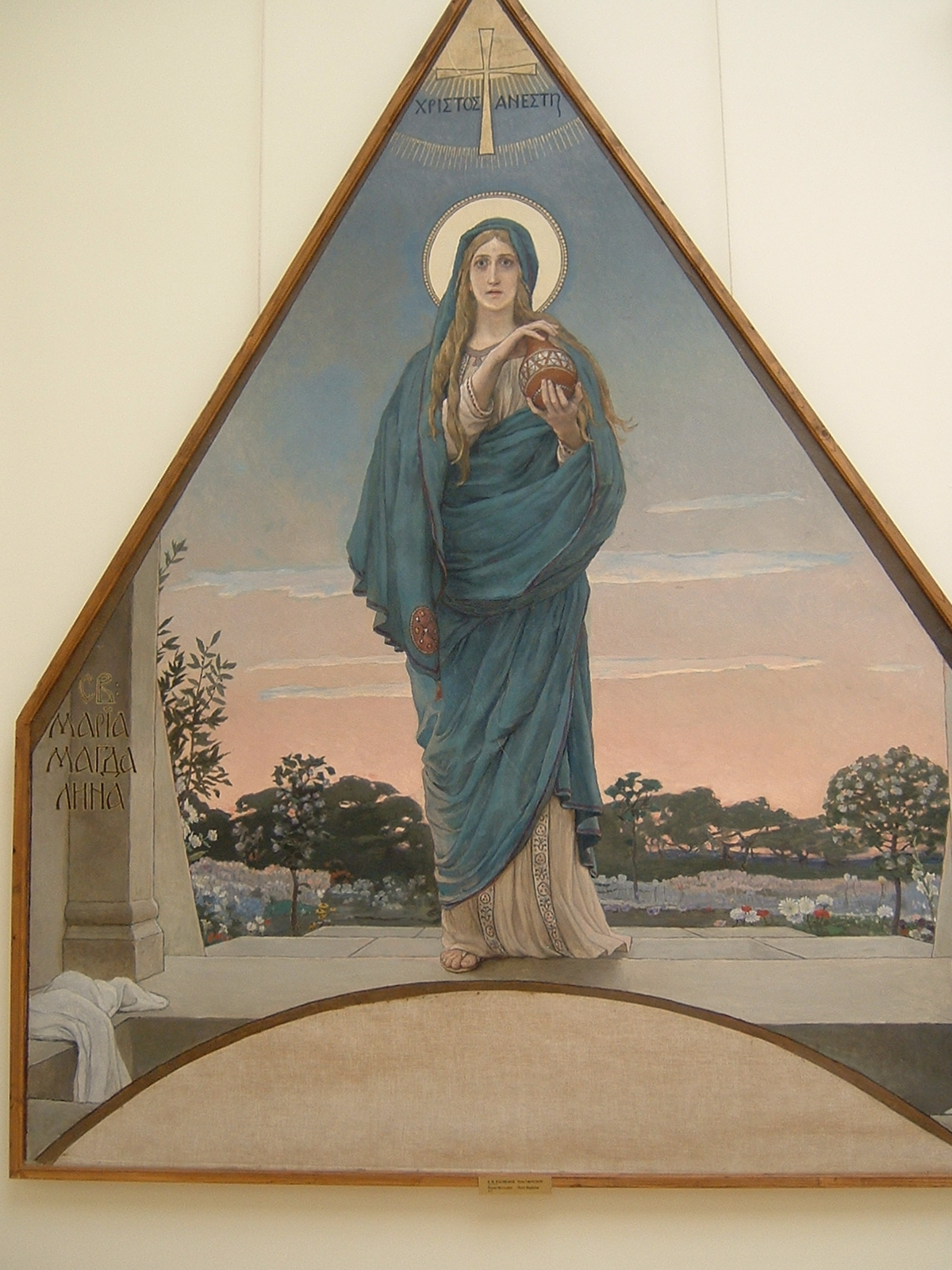
Maria Magdalena, 1898
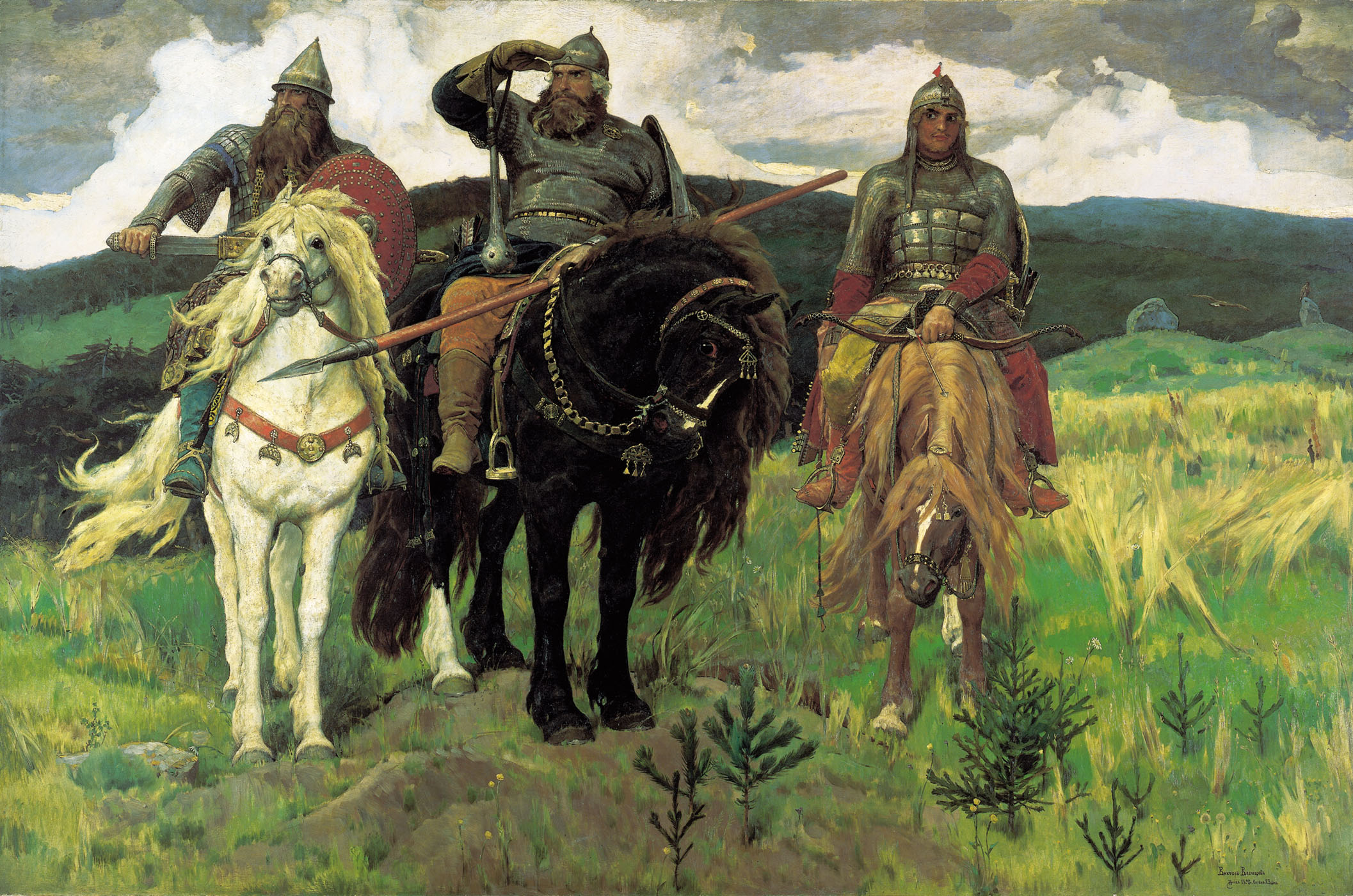
Bogatyr, 1898
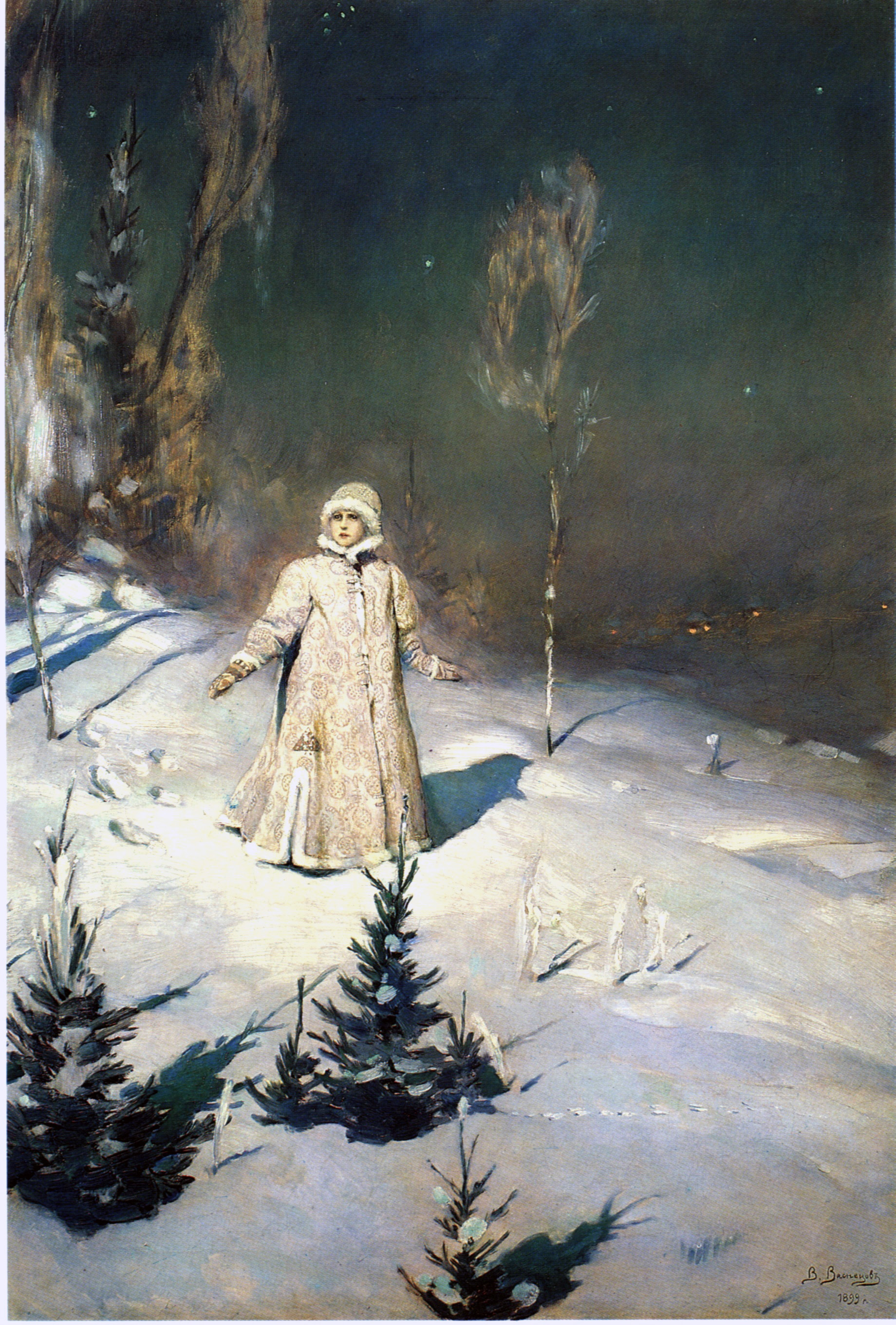
Snegurotschka (Снегурочка), 1899
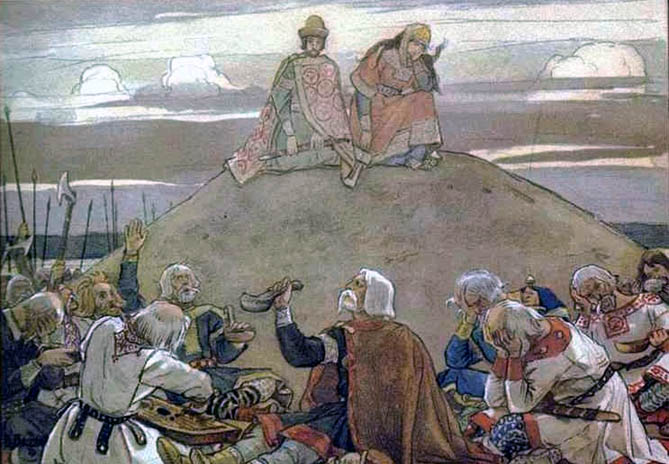
Bestattung von Oleg, 1899
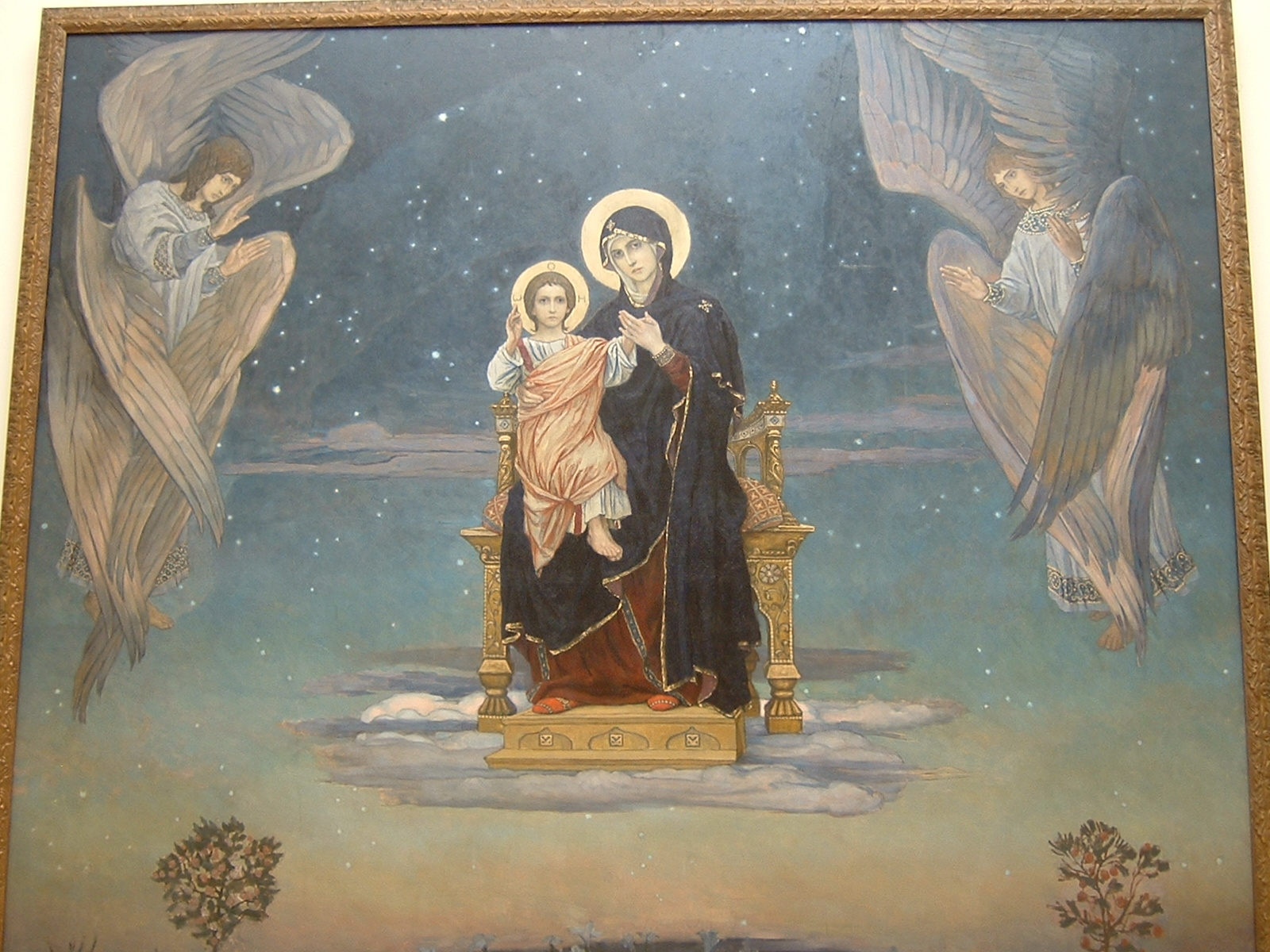
Die Mutter Gottes, 1901
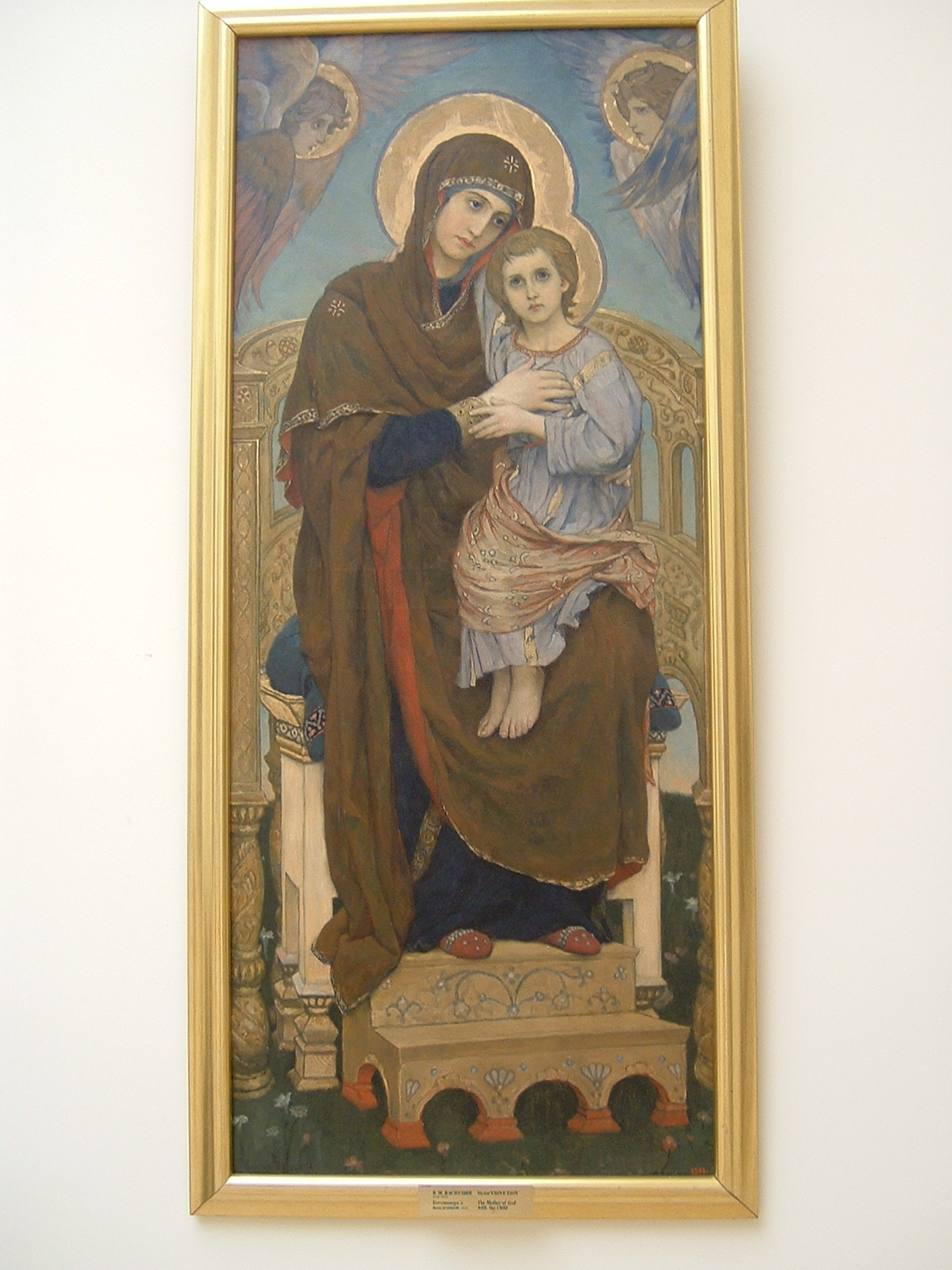
Die Jungfrau and the Child, 1901
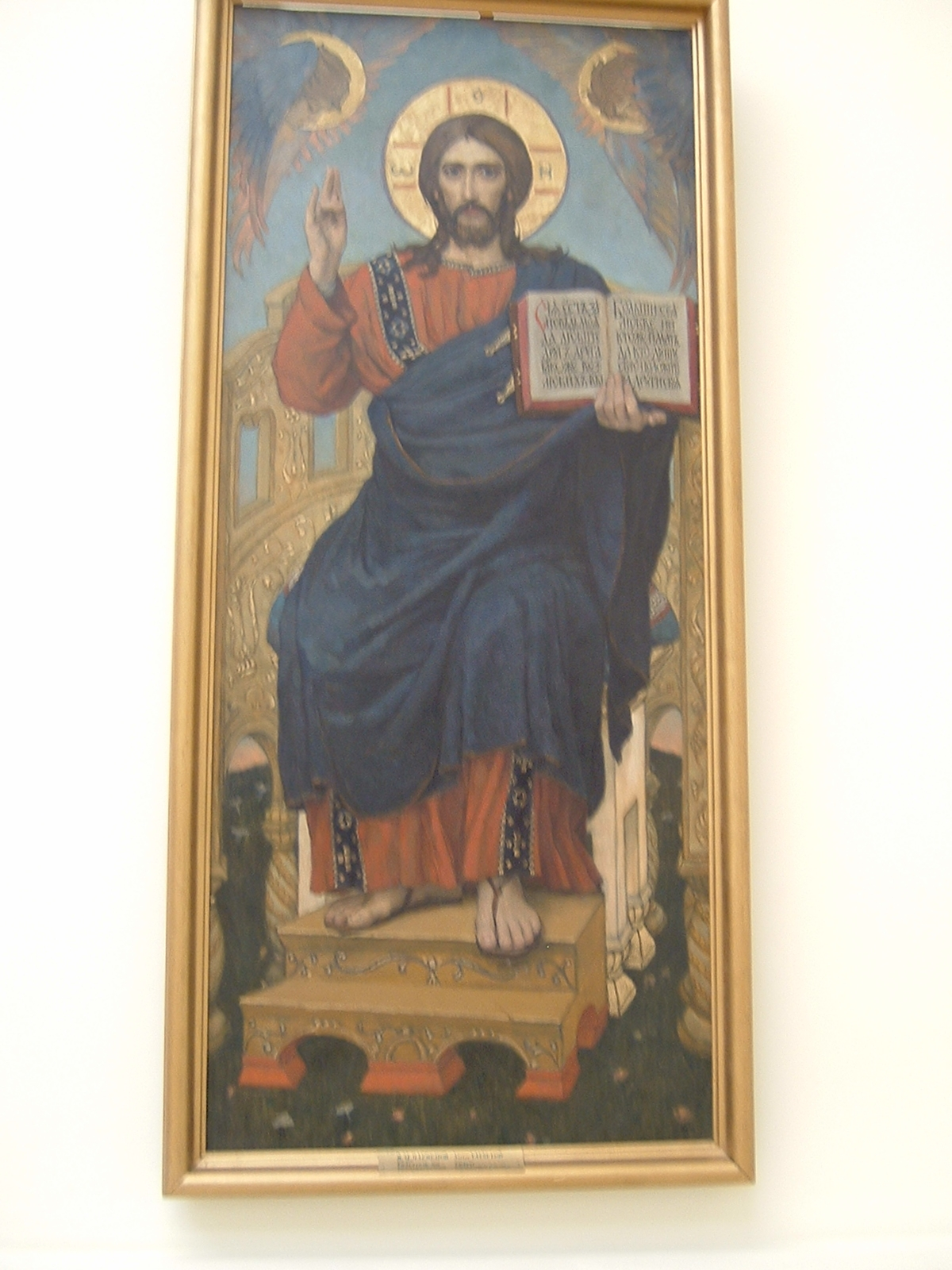
Der Retter, 1901
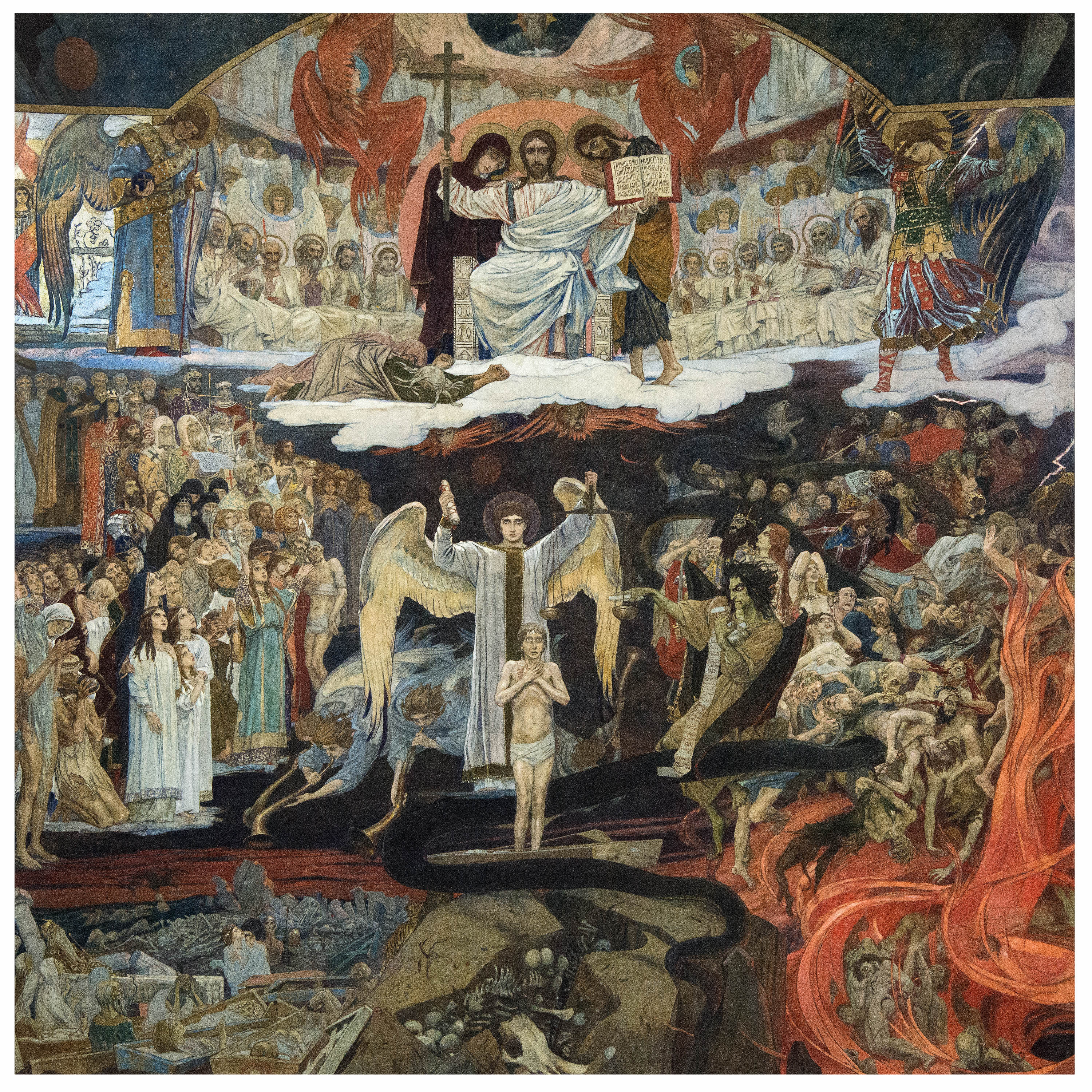
Jüngstes Gericht, 1904
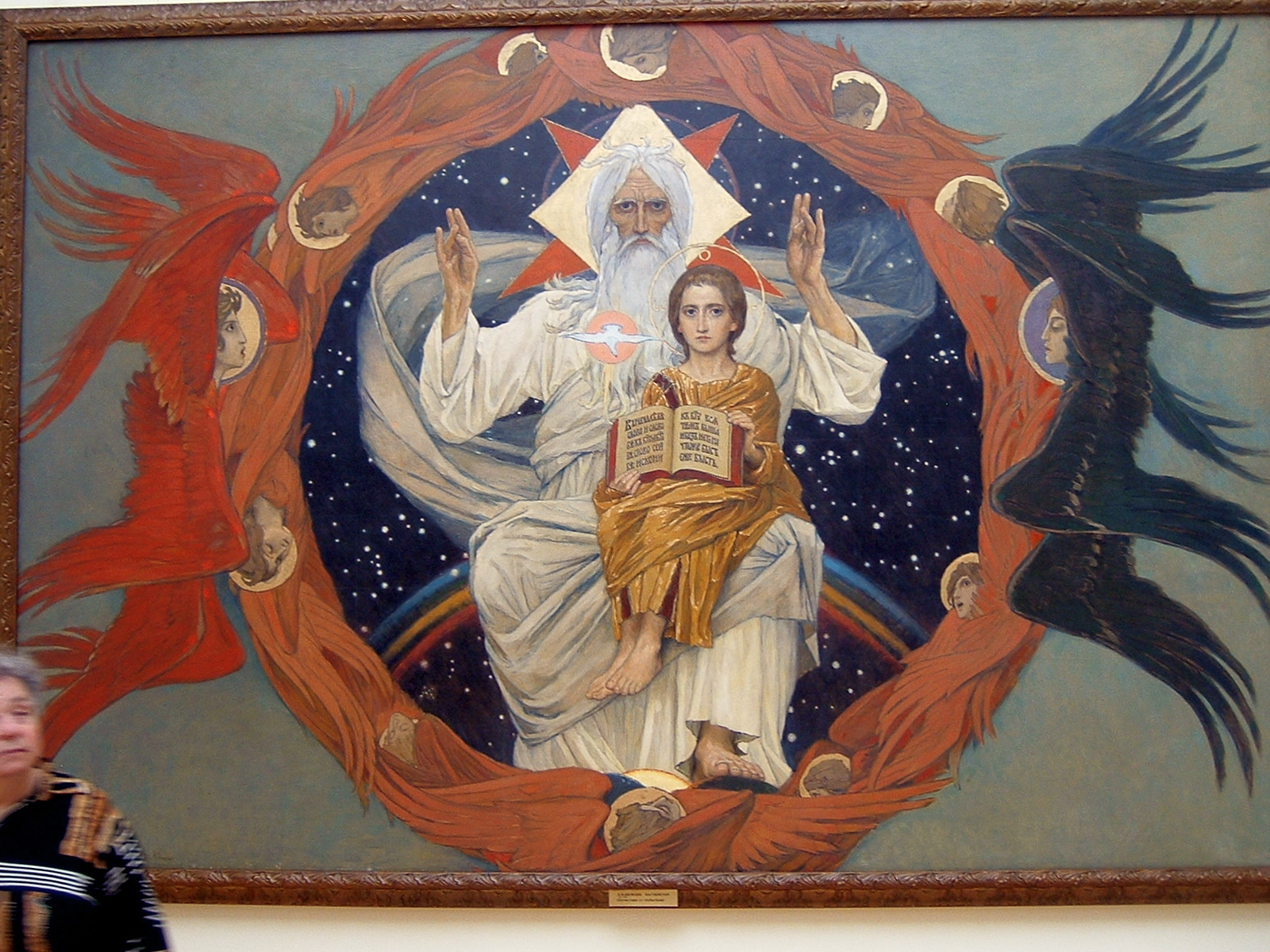
Vaterschaft, 1907
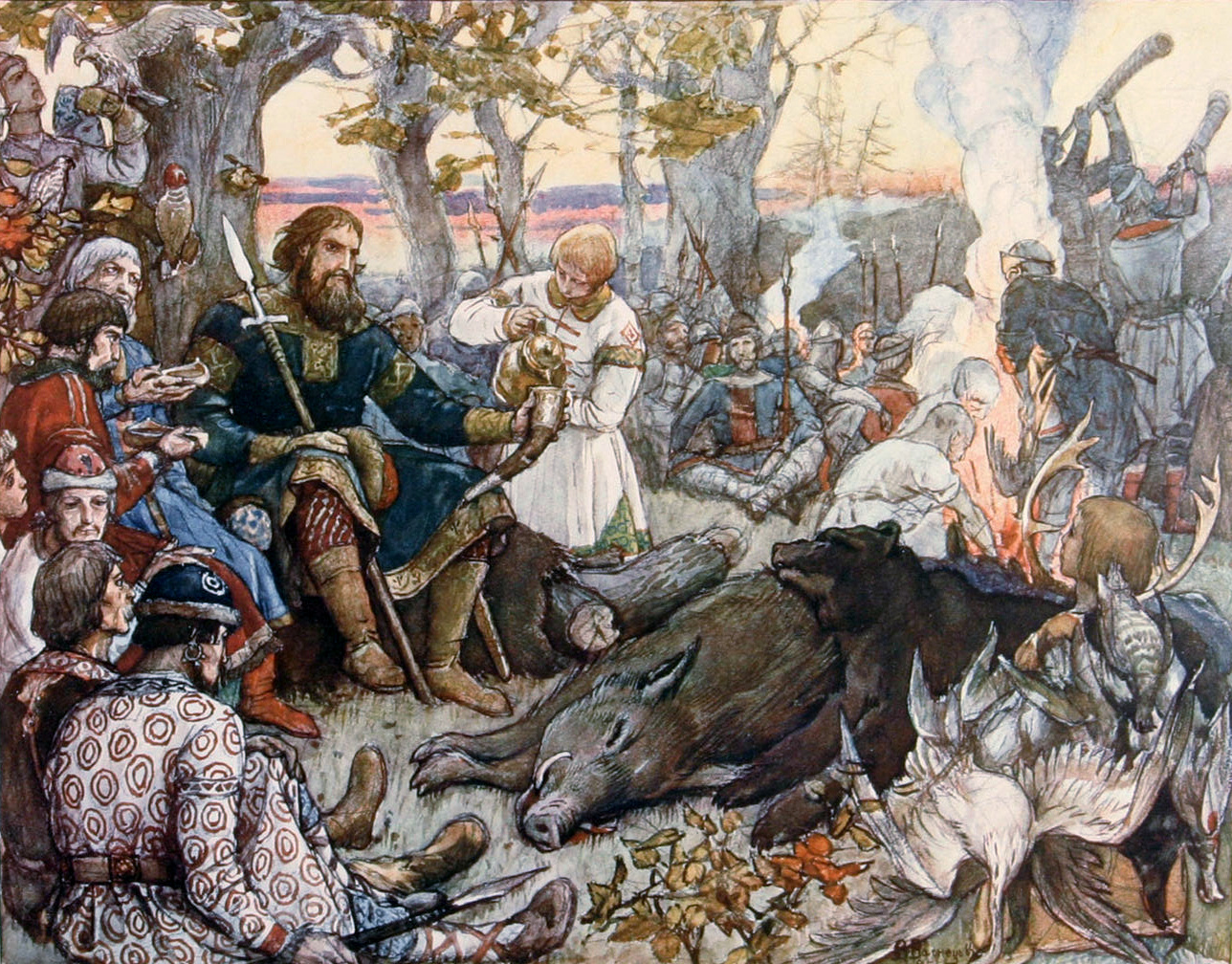
Monomach nach erfolgreicher Jagd
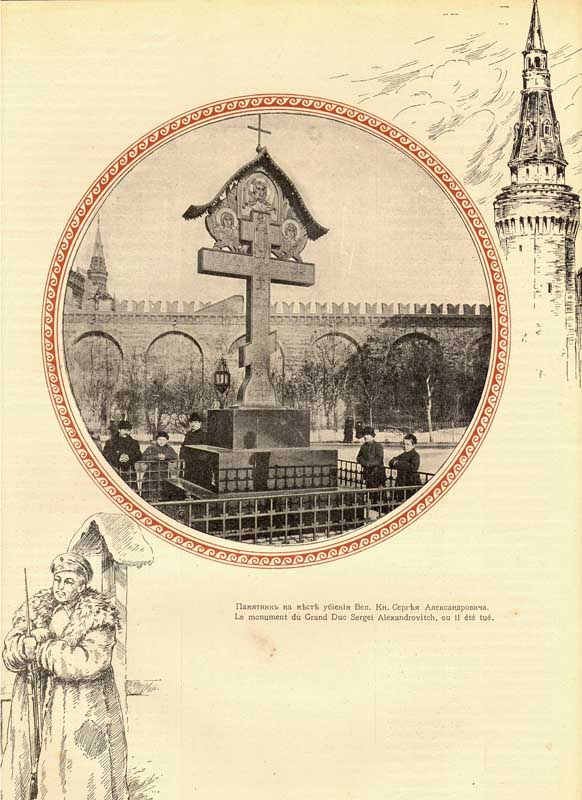
Kreuz am Ort der Ermordung des Großfürsten Sergei Alexandrowitsch, entworfen von Wasnezow
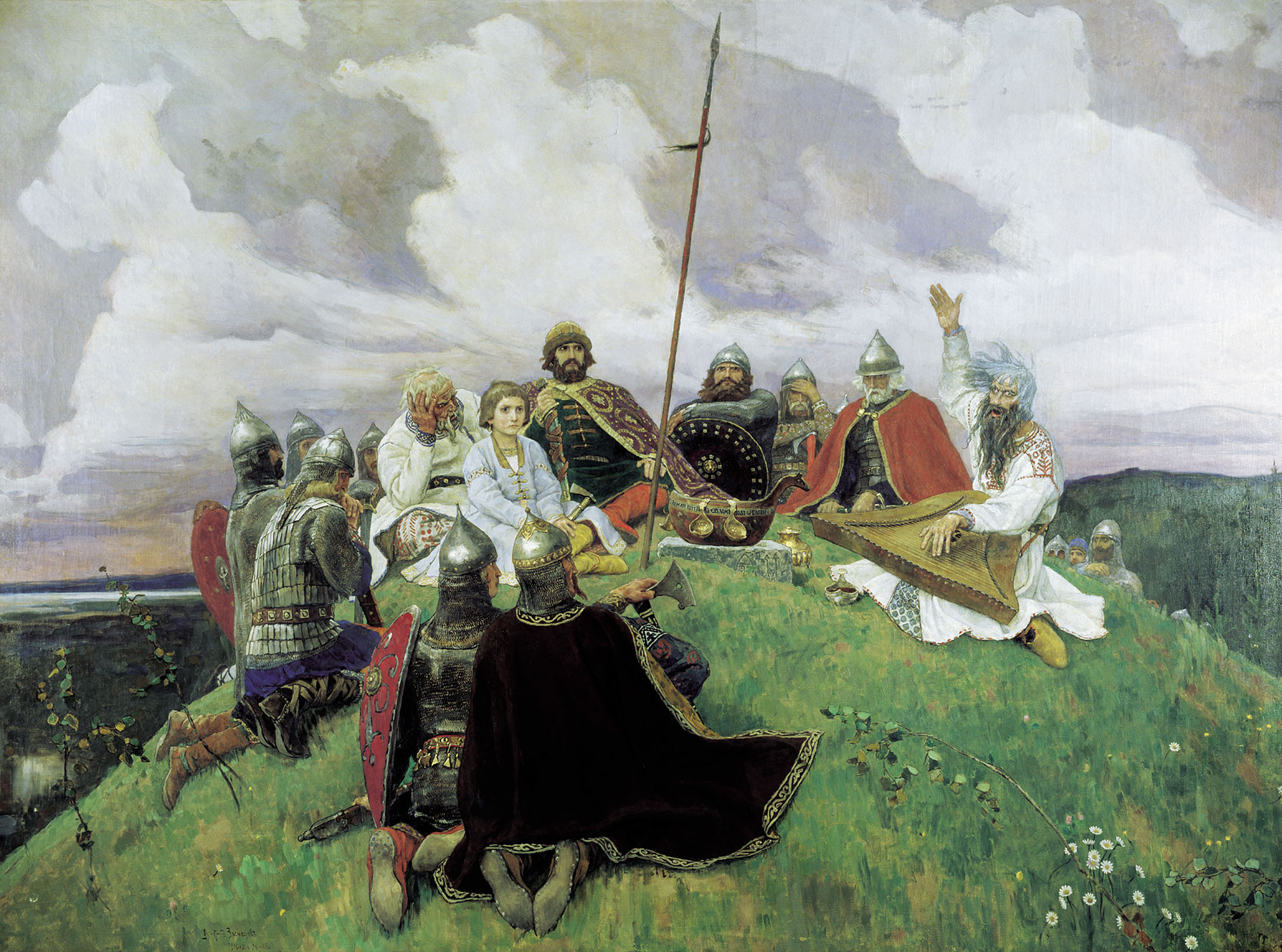
Boyan, 1910
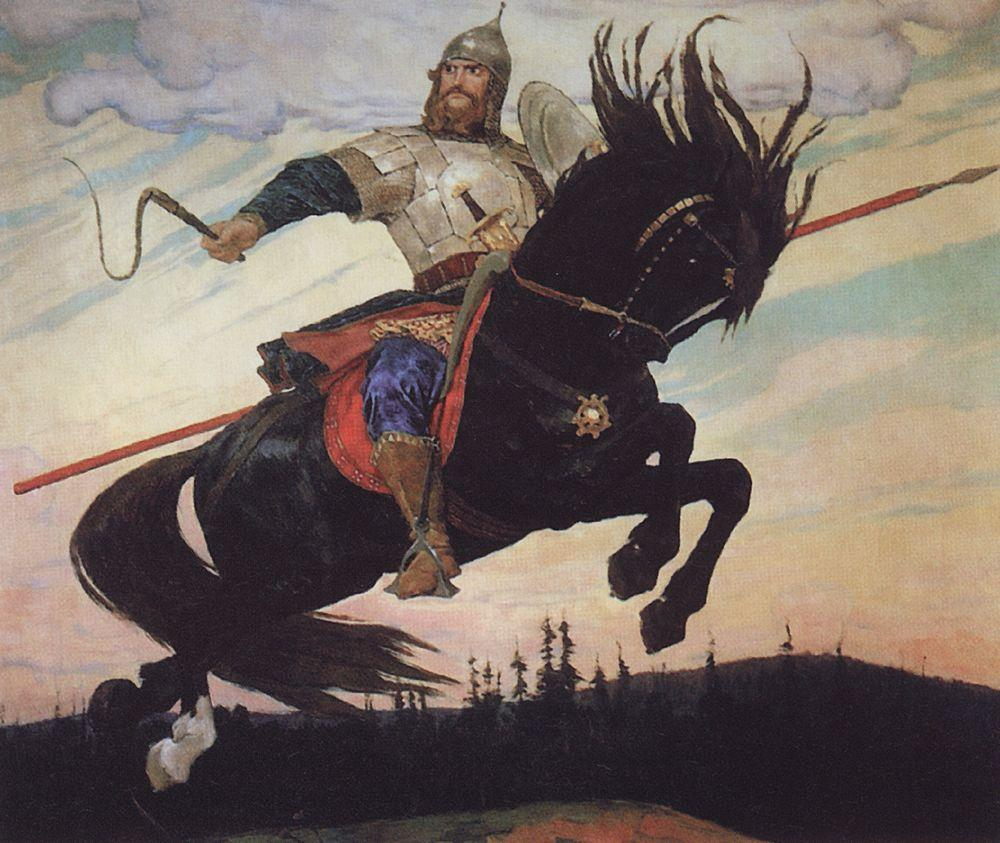
Ilja Muromez, 1914
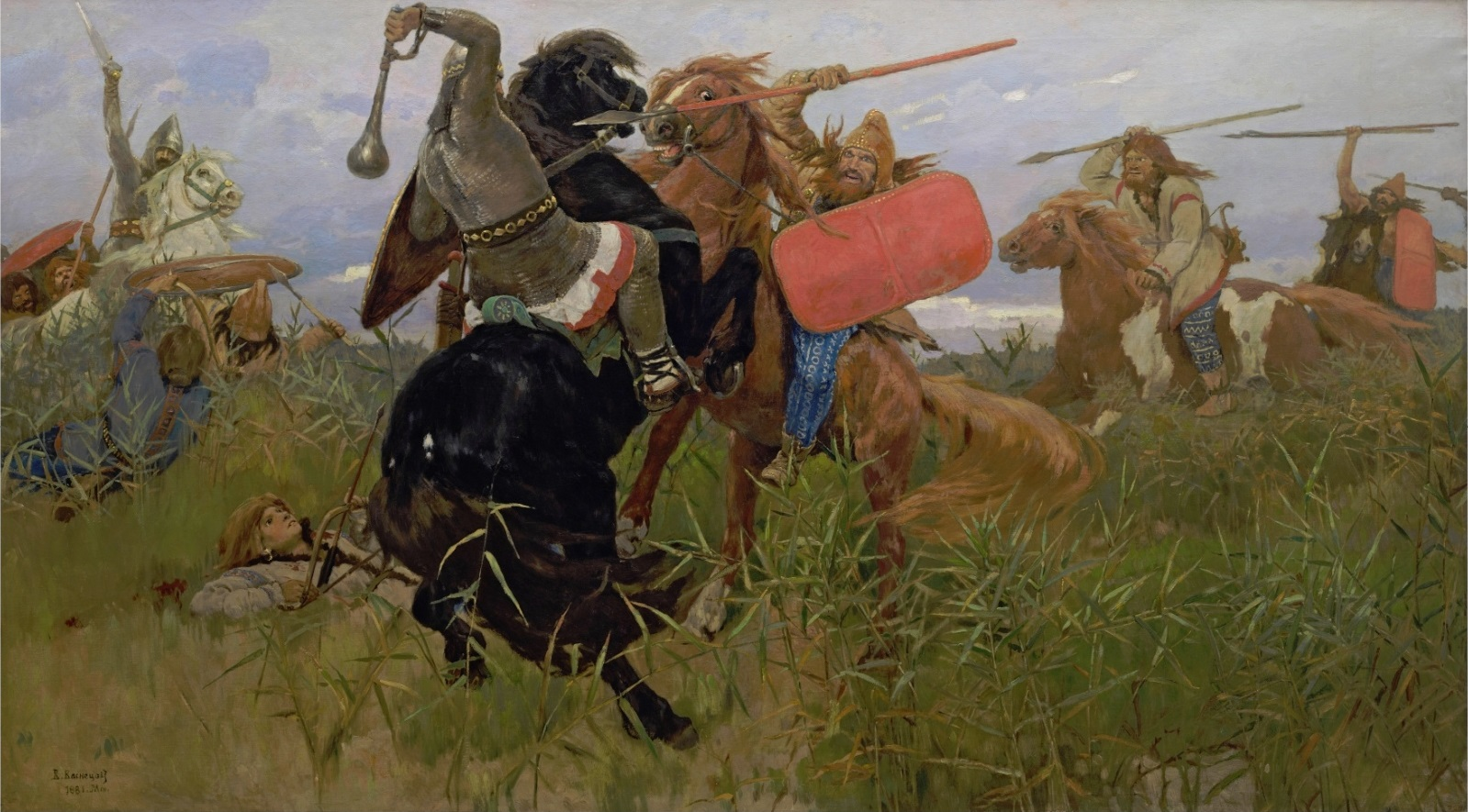
Kampf der Skythen und Slawen
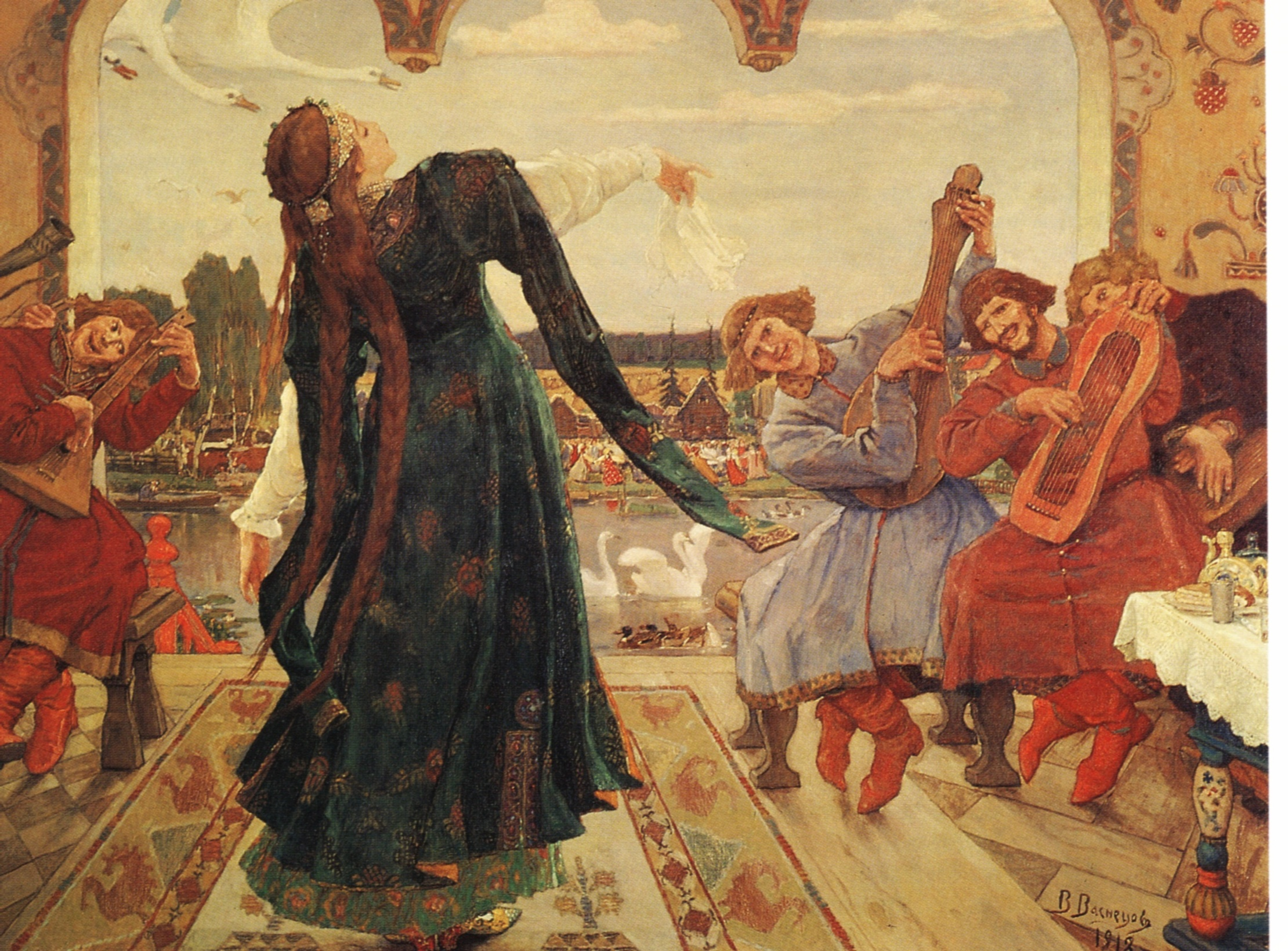
Die Froschprinzessin. 1918
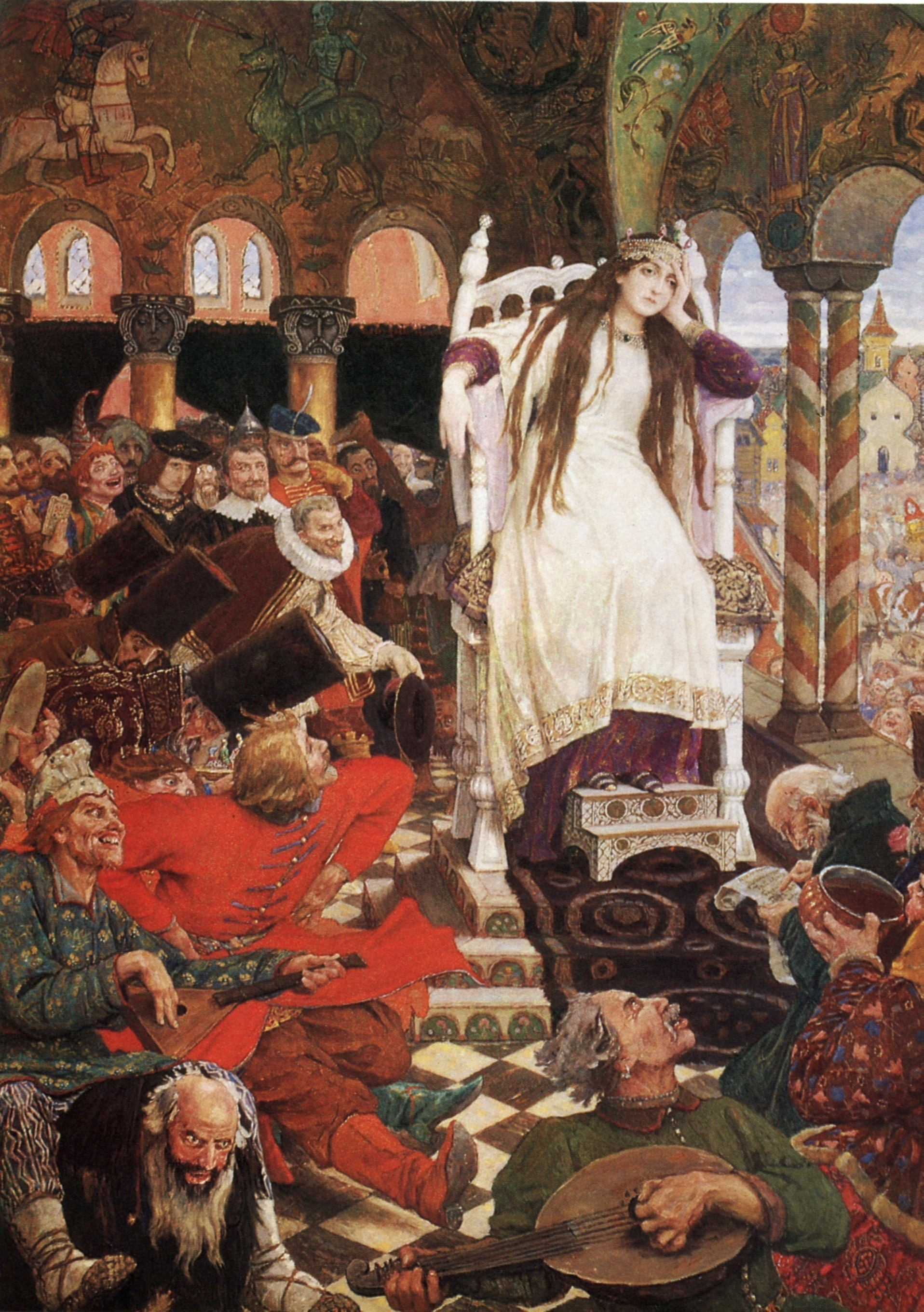
Die Prinzessin, die nie lächelte (Царевна Несмеяна). 1916–1926
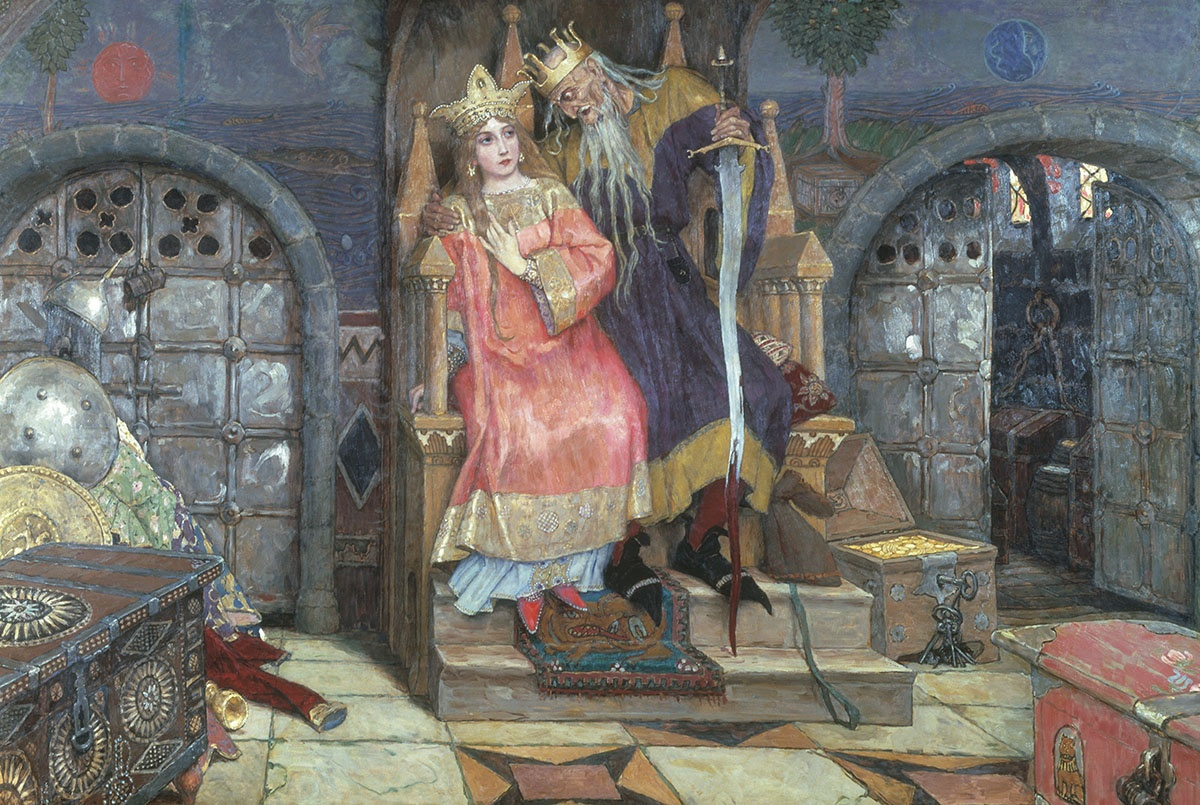
Koschei der Unsterbliche, 1917–1928

### Architektur
- 1902–1904 Tretjakow-Galerie, Moskau

### Fresken
- 1884–1889 Fresken der Wladimirkathedrale (Kiew)
- 1883–1912 Auferstehungskirche, Sankt Petersburg
- Um 1900 Russische Kapelle Darmstadt, Darmstadt